# 重要科学技術史資料
重要科学技術史資料（じゅうようかがくぎじゅつししりょう）とは、国立科学博物館が定めた登録制度により保護される文化財を指す。愛称は「未来技術遺産」（みらいぎじゅついさん）。2008年（平成20年）10月9日第1回制定。

## 概要
国立科学博物館の産業技術史資料情報センターがこれまで行ってきた所在調査・技術研究を元に、
- 科学技術（産業技術を含む）の発達史上重要な成果を示し、次世代に継承していく上で重要な意義を持つもの
- 国民生活、経済、社会、文化の在り方に顕著な影響を与えたもの

の2点を選定基準として決定する。
保存は基本的に所有者の元で行ない、同センターが年に1回程度の現状調査を行なう。

## 登録一覧
「製作者」は当時の社名で記す。

### 第1回（2008年）
| 登録番号 | 名称                                                       | 理由                                             | 所在地                 | 所在施設                           | 制作者                                 | 所有者                               | 制作年          |
| -------- | ---------------------------------------------------------- | ------------------------------------------------ | ---------------------- | ---------------------------------- | -------------------------------------- | ------------------------------------ | --------------- |
| 00001    | 特別高圧油入変圧器（13.2kV 100kVA）                        | 日本で現存最古の変圧器                           | 神奈川県横浜市鶴見区   | 東京電力電気の史料館               | 芝浦製作所                             | 東芝電力システム社                   | 1910年          |
| 00002    | 巡洋戦艦「金剛」搭載ヤーロー式ボイラー                     | 日本で現存最古級の艦艇用ボイラー                 | 広島県呉市             | 呉市海事歴史科学館                 | ヤーロー社                             | 呉市海事歴史科学館                   | 1911年          |
| 00003    | TYK無線電話機                                              | 世界初の無線電話                                 | 東京都千代田区         | 逓信総合博物館                     | 安中電気製作所                         | 日本郵政                             | 1913年          |
| 00004    | 手吹式ガラス円筒                                           | 日本最古級の板ガラス用ガラス円筒                 | 兵庫県尼崎市           | 旭硝子尼崎工場                     | 旭硝子                                 | 旭硝子                               | 1909年 ～1920年 |
| 00005    | 高柳式テレビジョン「イ」の字書き雲母板                     | 世界初のブラウン管式テレビの被写体               | 神奈川県横須賀市       | 日本ビクター高柳記念館             | 高柳健次郎                             | 財団法人高柳記念電子技術科学振興財団 | 1920年頃        |
| 00006    | 分割陽極マグネトロン                                       | マイクロ波技術への世界的貢献                     | 宮城県仙台市青葉区     | 東北大学電気通信研究所             | 岡部金治郎                             | 東北大学電気通信研究所               | 1927年          |
| 00007    | 依佐美送信所送信装置一式                                   | ヨーロッパとの電波の架け橋                       | 愛知県刈谷市           | 依佐美送信所記念館                 | テレフンケン社（設計） AEG社他（制作） | 刈谷市                               | 1927年 ～1929年 |
| 00008    | 第一号ナイロン紡糸機                                       | 日本初のナイロン製造装置                         | 静岡県三島市           | 東レ総合研修センター               | 東洋レーヨン                           | 東レ                                 | 1942年          |
| 00009    | 国産初期の硬質塩化ビニル管サンプル                         | 日本最初期の塩ビ管                               | 愛知県東海市           | アロン化成名古屋工場               | 東亞合成化学工業                       | アロン化成                           | 1951年          |
| 00010    | 国産大型舶用ディーゼル実験機関                             | 日本初の排気過給機付きディーゼル機関             | 東京都品川区           | 船の科学館                         | 三菱造船長崎造船所                     | 財団法人日本海事科学振興財団         | 1952年          |
| 00011    | 自熔炉図面（42枚）                                         | 銅精錬技術革新を示す                             | 千葉県習志野市         | 千葉工業大学機械サイエンス学科     | オートクンプ社                         | 古河機械金属                         | 1955年          |
| 00012    | 空気湿電池300型                                            | 空気湿電池                                       | 大阪府守口市           | 松下幸之助記念館                   | 松下電器産業                           | パナソニック エナジー社              | 1955年          |
| 00013    | タービン発電機 （旧・千葉火力発電所1号機）                 | 第二次世界大戦後初めての火力発電用タービン       | 神奈川県横浜市鶴見区   | 東京電力電気の史料館               | GE社                                   | 東京電力                             | 1952年          |
| 00014    | 大阪大学真空管式計算機一式 （ENIAC型10進演算装置及び本体） | 日本最初期の真空管式電子計算機                   | 大阪府豊中市           | 大阪大学総合学術博物館待兼山修学館 | 大阪大学工学部城憲三研究室             | 大阪大学総合学術博物館               | 1950年 ～1959年 |
| 00015    | KT-PILOT（パイロット式計算機）                             | 世界に先駆けたマイクロプログラム方式コンピュータ | 神奈川県川崎市幸区     | 東芝科学館                         | 東芝・京都大学                         | 東芝                                 | 1961年          |
| 00016    | 噴水式飲料用自動販売機                                     | 自動販売機普及のさきがけ                         | 愛知県豊明市           | ホシザキ電機                       | 星崎電機                               | ホシザキ電機                         | 1962年          |
| 00017    | 電子式卓上計算機「コンペット（CS-10A）」                   | 世界初のオールトランジスタ電卓                   | 奈良県天理市           | シャープ歴史ホール                 | 早川電機工業                           | シャープ                             | 1964年          |
| 00018    | 喜撰山発電所フランシス形ポンプ水車                         | 世界最大容量だった揚水発電用水車                 | 京都府宇治市           | 関西電力喜撰山発電所               | 日立製作所                             | 関西電力                             | 1969年          |
| 00019    | 電子式卓上計算機「カシオミニ」                             | 電卓普及の契機となったカシオミニ                 | 東京都渋谷区           | カシオ計算機歴史コーナー           | カシオ計算機                           | カシオ計算機                         | 1972年          |
| 00020    | VHS方式家庭用ビデオ（HR-3300）                             | 世界標準となったVTR                              | 神奈川県横須賀市       | 日本ビクター久里浜センター         | 日本ビクター                           | 日本ビクター                         | 1976年          |
| 00021    | 産業用ロボット「SCARA」試作機                              | 世界で定番となった産業用ロボット                 | 山梨県甲府市           | 山梨大学工学部ものづくりプラザ     | 山梨大学工学部 牧野洋                  | 山梨大学                             | 1980年          |
| 00022    | 縮尺投影型露光装置 NSR-1505G2A                             | 世界を席巻した集積回路の製造装置                 | 埼玉県熊谷市           | ニコン熊谷工場                     | ニコン                                 | ニコン                               | 1984年          |
| 00023    | H-IIロケット7号機                                          | 日本で初めての純国産大型ロケットの同型機         | 鹿児島県熊毛郡南種子町 | 種子島宇宙センター                 | NASDA                                  | JAXA                                 | 1997年          |

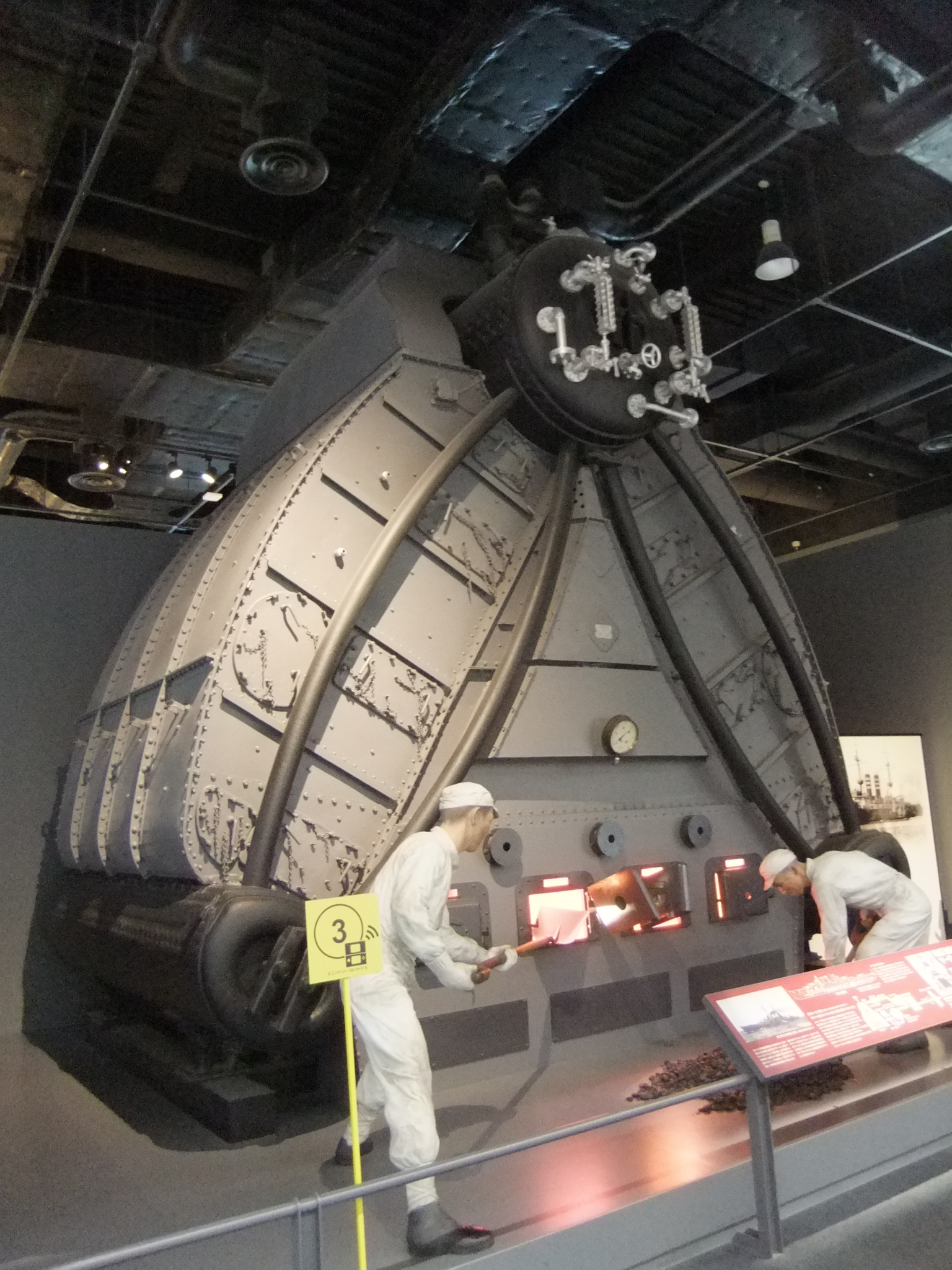
巡洋戦艦「金剛」搭載ヤーロー式ボイラー

### 第2回（2009年）

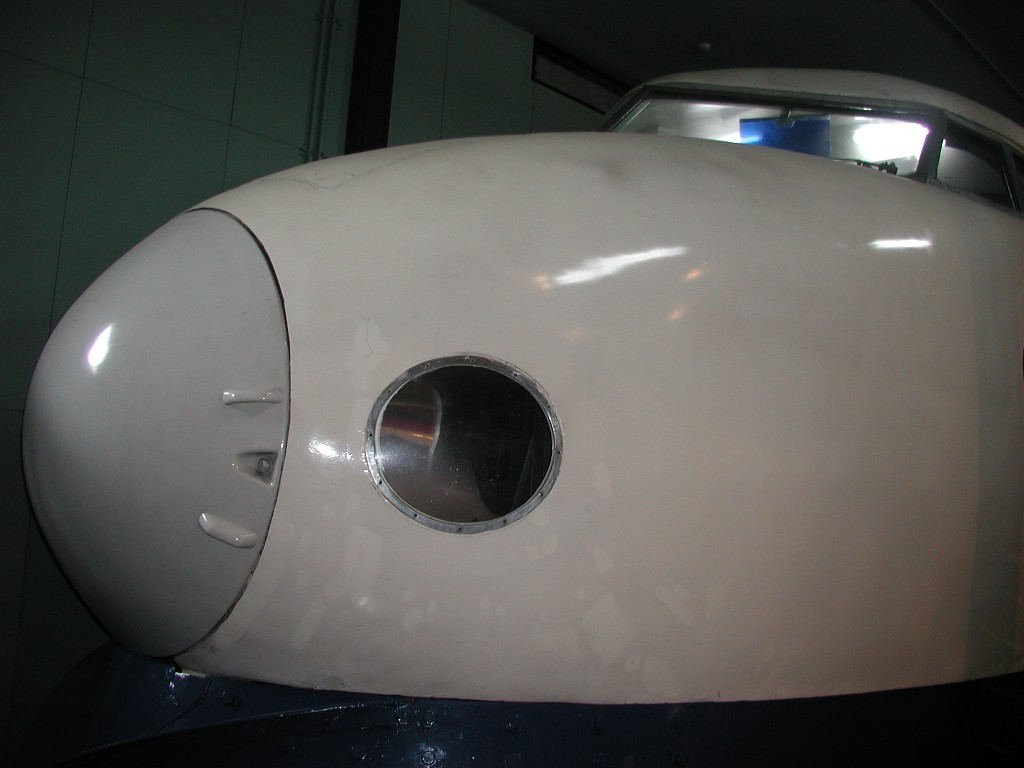
国鉄東海道新幹線0系

| 登録番号 | 名称                                                                                   | 理由                                                        | 所在地                 | 所在施設                                     | 制作者                                                                                         | 所有者                    | 制作年                                              |
| -------- | -------------------------------------------------------------------------------------- | ----------------------------------------------------------- | ---------------------- | -------------------------------------------- | ---------------------------------------------------------------------------------------------- | ------------------------- | --------------------------------------------------- |
| 00024    | 酒の自動販売機                                                                         | 現存最古の飲料販売機                                        | 岩手県二戸市           | 二戸歴史民俗資料館                           | 不明                                                                                           | 二戸市                    | 1889年～1910年頃                                    |
| 00025    | 変圧器試験番号台帳・成績書                                                             | 現存最古級の変圧器の品質管理資料                            | 神奈川県川崎市川崎区   | 東芝 電力流通・システム社                    | 芝浦製作所                                                                                     | 東芝 電力流通・システム社 | 1905年・1906年（番号台帳） 1923年・1924年（成績書） |
| 00026    | 池田菊苗博士抽出の第1号具留多味酸                                                      | 日本最古のグルタミン酸                                      | 東京都港区             | 味の素「食とくらしの小さな博物館」           | 池田菊苗                                                                                       | 東京大学大学院            | 1908年                                              |
| 00027    | 赤レンガ1号倉庫 保存エレベーター                                                       | 実物が確認できる最古級のエレベーター                        | 神奈川県横浜市中区     | 赤レンガ1号倉庫                              | オーチスエレベータ                                                                             | 横浜市                    | 1910年頃                                            |
| 00028    | 吸入ガス発動機関「E-B8」                                                               | 発動機国産化の原点                                          | 滋賀県守山市           | ダイハツディーゼル守山第一工場               | 発動機製造                                                                                     | ダイハツディーゼル        | 1913年                                              |
| 00029    | アンモニア合成装置（3種類）                                                            | わが国初の本格的アンモニア合成プラント                      | 宮崎県延岡市           | 旭化成ケミカルズ愛宕事業所                   | アームストロング社（アンモニア合成塔、清浄塔） フィレンツェ ピニョーネ鋳造所（混合ガス圧縮機） | 旭化成ケミカルズ          | 1923年                                              |
| 00030    | 透過型電子顕微鏡「日立製作所HU-2型」                                                   | 国産第1号の電子顕微鏡                                       | 愛知県名古屋市千種区   | 名古屋大学博物館                             | 日立製作所                                                                                     | 名古屋大学                | 1942年                                              |
| 00031    | 白黒テレビ「TV-3-14T」                                                                 | 国産商用第1号テレビ                                         | 奈良県天理市           | シャープ歴史ホール                           | 早川電機工業                                                                                   | シャープ                  | 1953年                                              |
| 00032    | エックス線回転横断撮影装置（座位）                                                     | CTの概念構築のさきがけ                                      | 青森県弘前市           | 弘前大学医学部鵬桜会                         | 高橋信次他                                                                                     | 弘前大学医学部            | 1953年 ～1957年                                     |
| 00033    | 無線電信送受信機 (1)FS電信受信機「ZB-2型」 (2)SSB短波送信機「SK-101型」                | わが国独自の技術による世界水準の電信装置                    | 栃木県小山市           | KDDI小山テクニカルセンター「国際通信史料館」 | 国際電気通信                                                                                   | KDDI                      | 1957年（FS電信受信機） 1960年（SSB短波送信機）      |
| 00034    | NEAC 2203                                                                              | 本格的国産トランジスタコンピュータ                          | 神奈川県平塚市         | 東海大学総合情報センター                     | 日本電気                                                                                       | 東海大学                  | 1961年                                              |
| 00035    | 二酸化マンガン製造用チタン陽極電解槽                                                   | 乾電池生産上、画期的な生産装置                              | 宮崎県日向市           | 東ソー日向                                   | 鐵興社                                                                                         | 東ソー日向                | 1965年                                              |
| 00036    | フロート板ガラス                                                                       | 東洋初のフロート板ガラス                                    | 京都府舞鶴市           | 日本板硝子舞鶴事業所                         | 日本板硝子                                                                                     | 日本板硝子                | 1965年                                              |
| 00037    | 沼原発電所立軸単輪単流フランシス形ポンプ水車                                           | 世界記録を塗り替えたポンプ水車                              | 栃木県那須塩原市       | 電源開発東日本支店沼原電力所                 | 日立製作所                                                                                     | 電源開発                  | 1972年                                              |
| 00038    | 家庭用ベータ方式VTR「SL-6300」                                                         | 家庭用ベータ方式VTR1号機                                    | 東京都品川区           | ソニー歴史資料館                             | ソニー                                                                                         | ソニー                    | 1975年                                              |
| 00039    | 界面活性剤製造設備（TOリアクター）                                                     | 世界で初めてAOS（α-オレフィン・スルフォン酸）の工業化に成功 | 大阪府堺市西区         | ライオン大阪工場                             | 大江工業                                                                                       | ライオン                  | 1976年                                              |
| 00040    | 自動車排ガス浄化用触媒担体（ハニカムセラミックス）                                     | 排気ガス浄化用セラミックハニカムの国産第1号                 | 愛知県名古屋市瑞穂区   | 日本ガイシセラミック事業本部AC工場           | 日本ガイシ                                                                                     | 日本ガイシ                | 1976年                                              |
| 00041    | MOTOMAN-L10                                                                            | 全電気式産業用ロボットのさきがけ                            | 福岡県北九州市八幡西区 | 安川電機                                     | 安川電機                                                                                       | 安川電機                  | 1977年                                              |
| 00042    | スーパーコンピュータ (1)「HITAC S-810」 (2)「HITAC S-820」                             | 国産初期のスーパーコンピュータ                              | 神奈川県秦野市         | 日立製作所エンタープライズサーバ事業所       | 日立製作所神奈川工場                                                                           | 日立製作所                | 1982年（S-810） 1987年（S-820）                     |
| 00043    | デジタルカメラ試作機 (1)試作機「DC-90（愛称・熱子）」 (2)試作機「DC-90（愛称・重子）」 | デジタルカメラの元祖                                        | 東京都渋谷区           | カシオ計算機ショールーム                     | カシオ計算機                                                                                   | カシオ計算機              | 1991年                                              |
| 00044    | エネルギー回収型大電力ジャイロトロン                                                   | 独自の技術による高効率核融合炉用電子管                      | 茨城県那珂市           | 日本原子力研究開発機構那珂核融合研究所       | 日本原子力研究所 東芝                                                                          | 日本原子力研究開発機構    | 1994年                                              |
| 00045    | 東海道新幹線0系電動客車量産型第1号車（4両編成）                                        | 夢の超特急・東海道新幹線はわが国初の高速鉄道                | 大阪府大阪市南区       | 交通科学博物館                               | 日本国有鉄道 （製造は日本車輌製造）                                                            | JR西日本                  | 1963年                                              |

- 国鉄東海道新幹線0系

### 第3回（2010年）

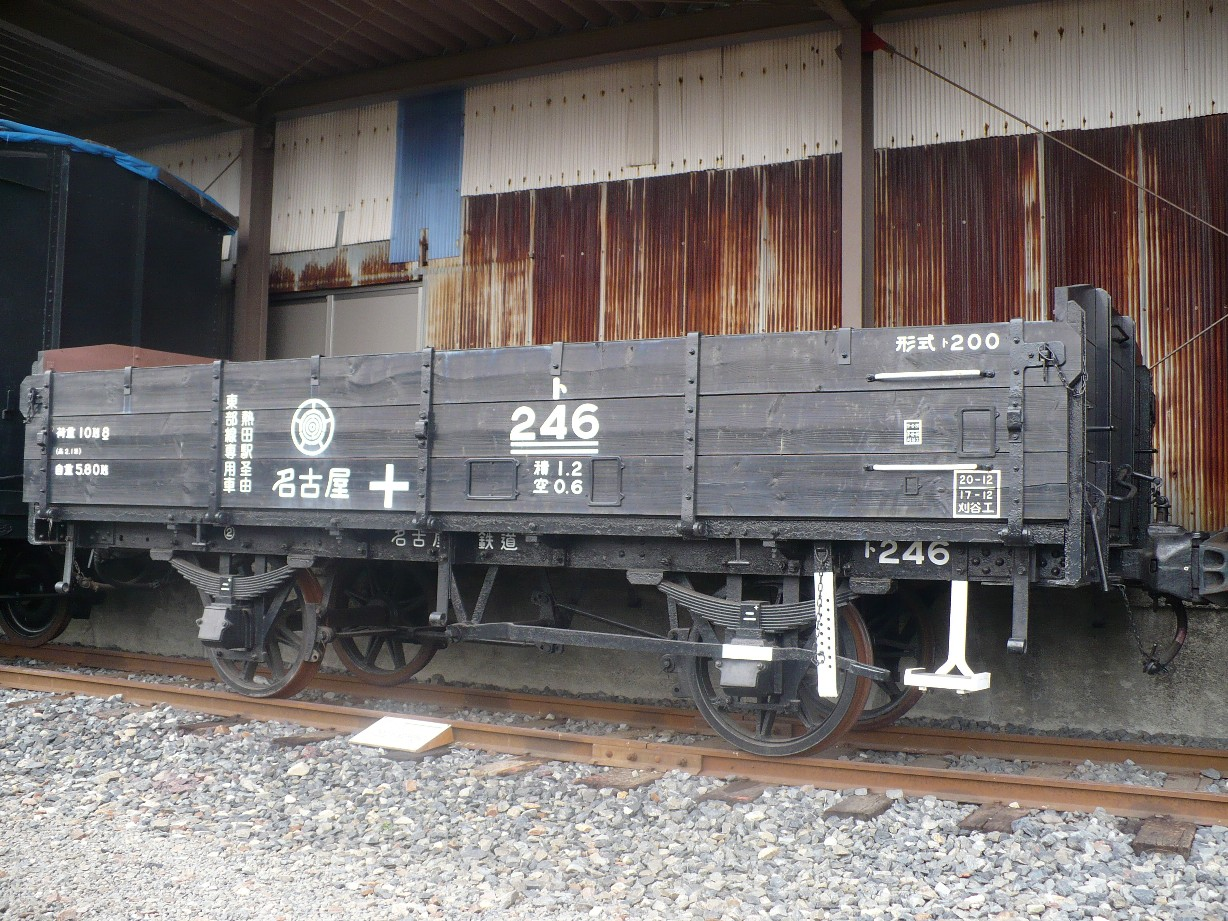
名鉄ト200形貨車
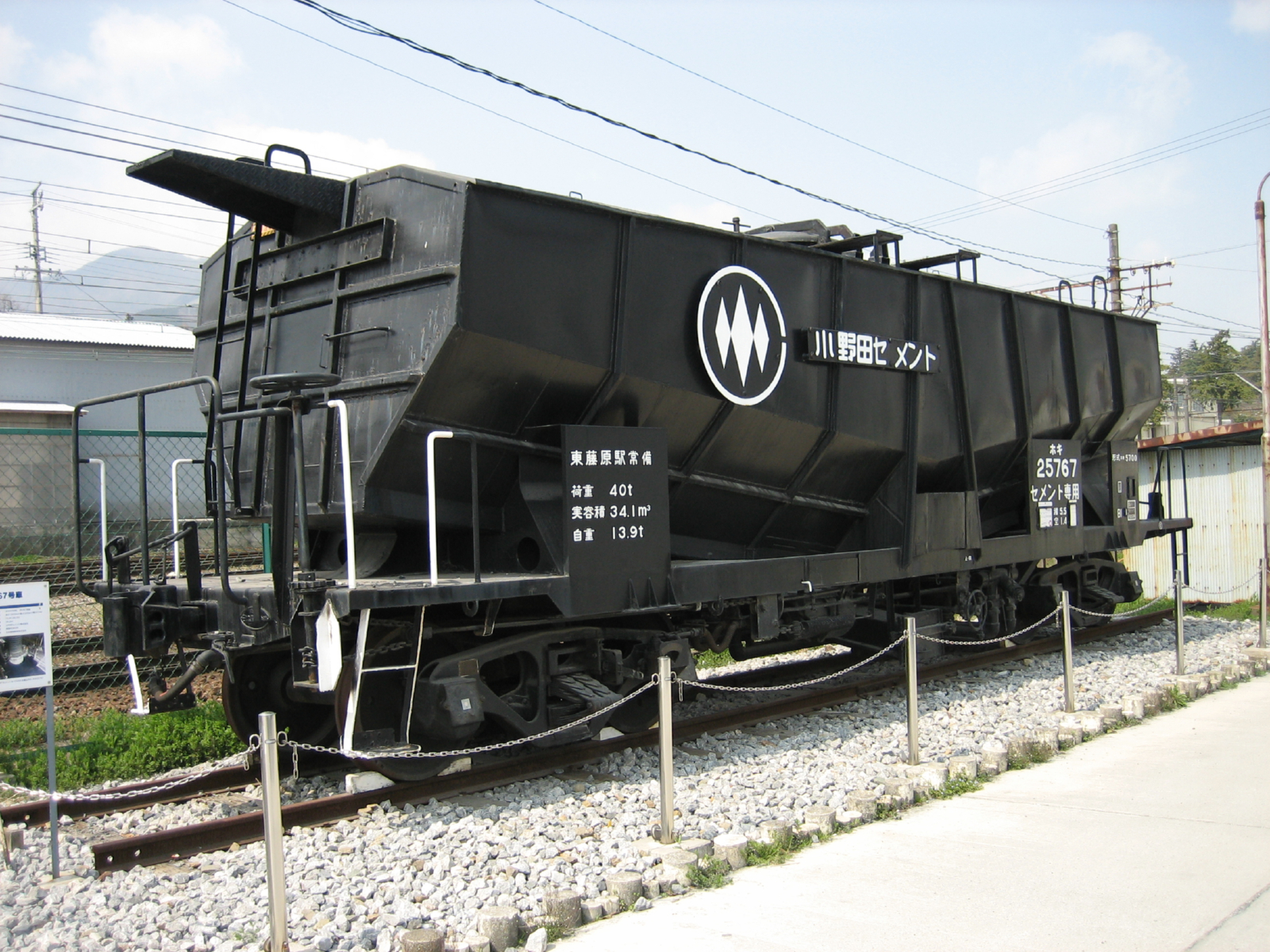
国鉄ホキ5700形貨車

| 登録番号 | 名称 | 理由                                                 | 所在地                 | 所在施設                               | 制作者                                               | 所有者                                 | 制作年                                                        |
| -------- | --- | ---------------------------------------------------- | ---------------------- | -------------------------------------- | ---------------------------------------------------- | -------------------------------------- | ------------------------------------------------------------- |
| 00046    | 大阪麦酒醸造所の図面とビール製造機器                                                                                      | ビール製造工業化のさきがけ                           | 大阪府吹田市           | アサヒビール吹田工場                   | ゲルマニア機械製作所他                               | アサヒビール                           | 1890年（図面・設計書・麦芽粉砕機） 1890～1891年（木製貯蔵樽） |
| 00047    | X線管（ギバX線管球） | わが国初のX線管球                                    | 神奈川県川崎市幸区     | 東芝科学館                             | 東京電気                                             | 東芝                                   | 1915年                                                        |
| 00048    | 大正から昭和の貨車群 (1)名鉄ト200形246号 (2)西濃鉄道ワフ21000形21120号 (3)JR貨物シキ160形160号 (4)JR貨物ホキ5700形25767号 | 貨車発達を示す重要車輌4台                            | 三重県いなべ市         | 貨物鉄道博物館 (4)のみ三岐鉄道東藤原駅 | (2)は鉄道省大宮工場、それ以外は日本車輌              | 貨物鉄道博物館                         | (1)1917年 (2)1934年 (3)1955年 (4)1970年                       |
| 00049    | ラバース式機械吹ガラス円筒                                                                                                | 現存最古級の機械吹による板ガラス用ガラス円筒         | 神奈川県横浜市鶴見区   | 旭硝子                                 | 旭硝子                                               | 旭硝子                                 | 1927年～1933年                                                |
| 00050    | ニイガタL2P型ディーゼル機関                                                                                               | 現存最古の船舶用4サイクルディーゼル機関              | 群馬県太田市           | 新潟原動機                             | 新潟鐵工所                                           | 新潟原動機                             | 1928年                                                        |
| 00051    | 合成ガス循環機 | 日本発の国産アンモニア合成装置                       | 神奈川県川崎市川崎区   | 昭和電工川崎事業所                     | 東京石川島造船所                                     | 昭和電工                               | 1930年                                                        |
| 00052    | Isoma 射出成形機 | 日本の射出成形機のルーツ                             | 神奈川県川崎市川崎区   | 旭化成ケミカルズ樹脂総合研究所         | フランツ・ブラウン社                                 | 旭化成ケミカルズ                       | 1933年                                                        |
| 00053    | 初期のフェライト磁心 | 日本の独創性を示す代表的技術                         | 秋田県にかほ市         | TDK歴史館                              | 武井武                                               | TDK                                    | 1937年頃                                                      |
| 00054    | ものづくりの視野を支えた硬度計 (1)ビッカース硬度計 (2)ビッカース微小硬度計 MVK-50型 (3)基準ロックウェル硬さ試験機         | 国産の代表的硬度計                                   | 神奈川県川崎市高津区   | ミツトヨ                               | 明石製作所                                           | ミツトヨ                               | (1)1941年 (2)1954年 (3)1969年                                 |
| 00055    | (1)透過型電子顕微鏡「DA-1」 (2)設計ノート                                                                                 | 日本の電子顕微鏡発展のマイルストーン製品             | 東京都昭島市           | 日本電子                               | (1)日本電子 (2)伊藤一夫                              | 日本電子                               | (1)1947年 (2)1946～1948年                                     |
| 00056    | ビニロン（ポリビニルアルコール繊維）                                                                                      | 国産初の合成繊維                                     | 岡山県岡山市南区       | クラレ岡山事業所                       | 倉敷レイヨン                                         | クラレ                                 | 1950年                                                        |
| 00057    | 塩化ビニル被覆電線・ケーブル見本                                                                                          | 現存最古級の塩化ビニル被覆電線                       | 千葉県市原市           | 古河電気工業                           | 古河電気工業                                         | 古河電気工業                           | 1950年～1955年頃                                              |
| 00058    | 2インチビデオテープ試作品                                                                                                 | 国産初のビデオ記録に成功したビデオテープ             | 神奈川県小田原市       | 富士フイルム神奈川工場                 | 富士写真フイルム                                     | 富士フイルム                           | 1959年                                                        |
| 00059    | アレフゼロ 101（2号機）                                                                                                   | 世界初のパラメトロン素子を用いた電子式卓上計算機     | 神奈川県横浜市港北区   | 大井電気                               | 大井電気                                             | 大井電気                               | 1964年                                                        |
| 00060    | 携帯電話関連の歴史的端末 (1)内航船舶無線電話装置 NS-1号 (2)日本万国博覧会展示のコードレス電話 (3)自動車電話「TZ803A」     | 携帯電話のルーツ                                     | 東京都武蔵野市         | NTT情報流通基盤総合研究所              | (1)日本無線 (2)日本電信電話公社 (3)NTT移動体事業本部 | NTT情報流通基盤総合研究所              | (1)1964年～1965年 (2)1970年 (3)1988年                         |
| 00061    | 小型計算機 MELCOM81 | オフコンの元祖                                       | 神奈川県鎌倉市         | 三菱電機インフォメーションテクノロジー | 三菱電機                                             | 三菱電機インフォメーションテクノロジー | 1968年                                                        |
| 00062    | TTL論理回路カード(FACOM 230-60搭載）                                                                                      | 世界初のマルチプロセッサシステム採用コンピュータ     | 京都府京都市左京区     | 京都大学学術メディアセンター           | 富士通信機製造                                       | 京都大学                               | 1968年                                                        |
| 00063    | トリニトロンカラーテレビ「KV-1310」                                                                                       | 世界に認められた高画質方式                           | 東京都品川区           | ソニー歴史資料館                       | ソニー                                               | ソニー                                 | 1968年                                                        |
| 00064    | 川崎ユニメート2000型 | わが国初の産業用ロボット                             | 兵庫県神戸市中央区     | カワサキワールド                       | 川崎重工業                                           | 川崎重工業                             | 1973年                                                        |
| 00065    | コンピュータ処理X線断層システム CT-H                                                                                      | 国産初のCTスキャン                                   | 千葉県柏市             | 日立メディカルテクニカルアカデミー     | 日立メディコ                                         | 日立メディカルアカデミー               | 1975年                                                        |
| 00066    | ファインパターン・プロジェクション・マスク・アライナ（ステッパ）FPA-141F                                                  | 世界初のサブミクロンステッパ                         | 東京都大田区           | キヤノン                               | キヤノン                                             | キヤノン                               | 1975年                                                        |
| 00067    | 駐車ブレーキ機構内蔵コレット型ディスクブレーキ （日産・フェアレディZ採用）                                                | 世界初の駐車ブレーキ付ディスクブレーキ技術           | 山梨県南アルプス市     | 日立オートモティブシステムズ           | トキコ                                               | 日立オートモティブシステムズ           | 1981年                                                        |
| 00068    | AGTJ-100A形ガスタービン                                                                                                   | 日本独自の高温・高効率ガスタービン                   | 埼玉県南埼玉郡宮代町   | 日本工業大学工業技術博物館             | 高効率ガスタービン技術研究組合                       | 日本工業大学                           | 1983年                                                        |
| 00069    | アルカリセルラーゼ | 新たな洗浄原理を創出した洗剤配合酵素                 | 東京都墨田区           | 花王                                   | 花王                                                 | 花王                                   | 1987年                                                        |
| 00070    | 単器2000kV密閉型試験用変圧器                                                                                              | 送電技術開発に大きな役割を果たした装置               | 神奈川県相模原市中央区 | 昭和電線ケーブルシステム相模原事業所   | 東芝                                                 | 昭和電線ケーブルシステム               | 1987年                                                        |
| 00071    | FUJIX DS-1P | 世界初のメモリーカード記録形デジタルカメラ試験機     | 東京都港区             | 富士フイルム                           | 富士写真フイルム                                     | 富士フイルム                           | 1988年                                                        |
| 00072    | 上中啓三 アドレナリン実験ノート                                                                                           | 高峰譲吉によるアドレナリン発見を決定づけた実験ノート | 兵庫県西宮市           | 教行寺                                 | 上中啓三                                             | 個人所蔵（氏名は未公表）               | 1900年                                                        |

- 名鉄ト200形貨車
- 国鉄ホキ5700形貨車

### 第4回（2011年）

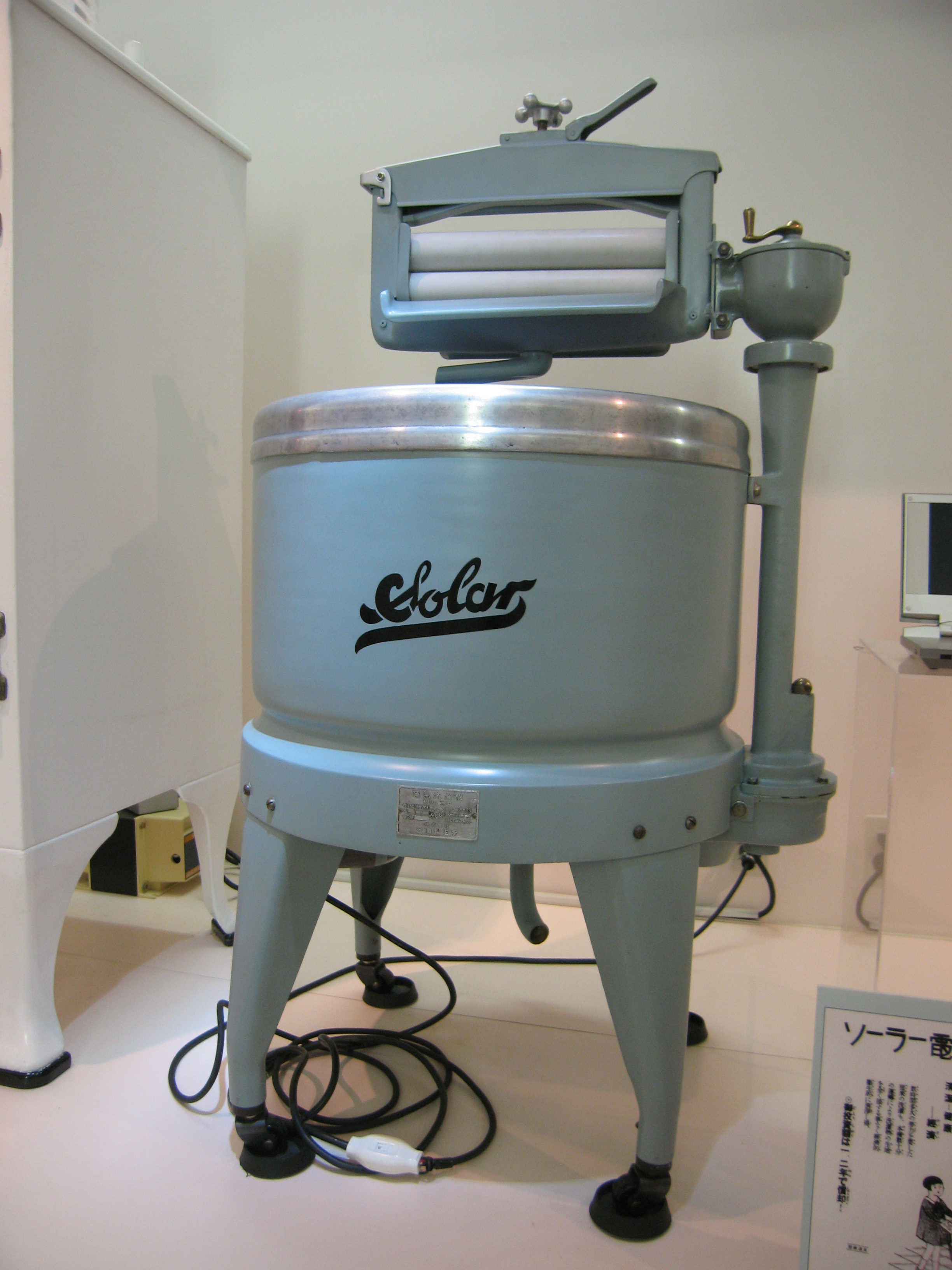
国産一号攪拌式電気洗濯機
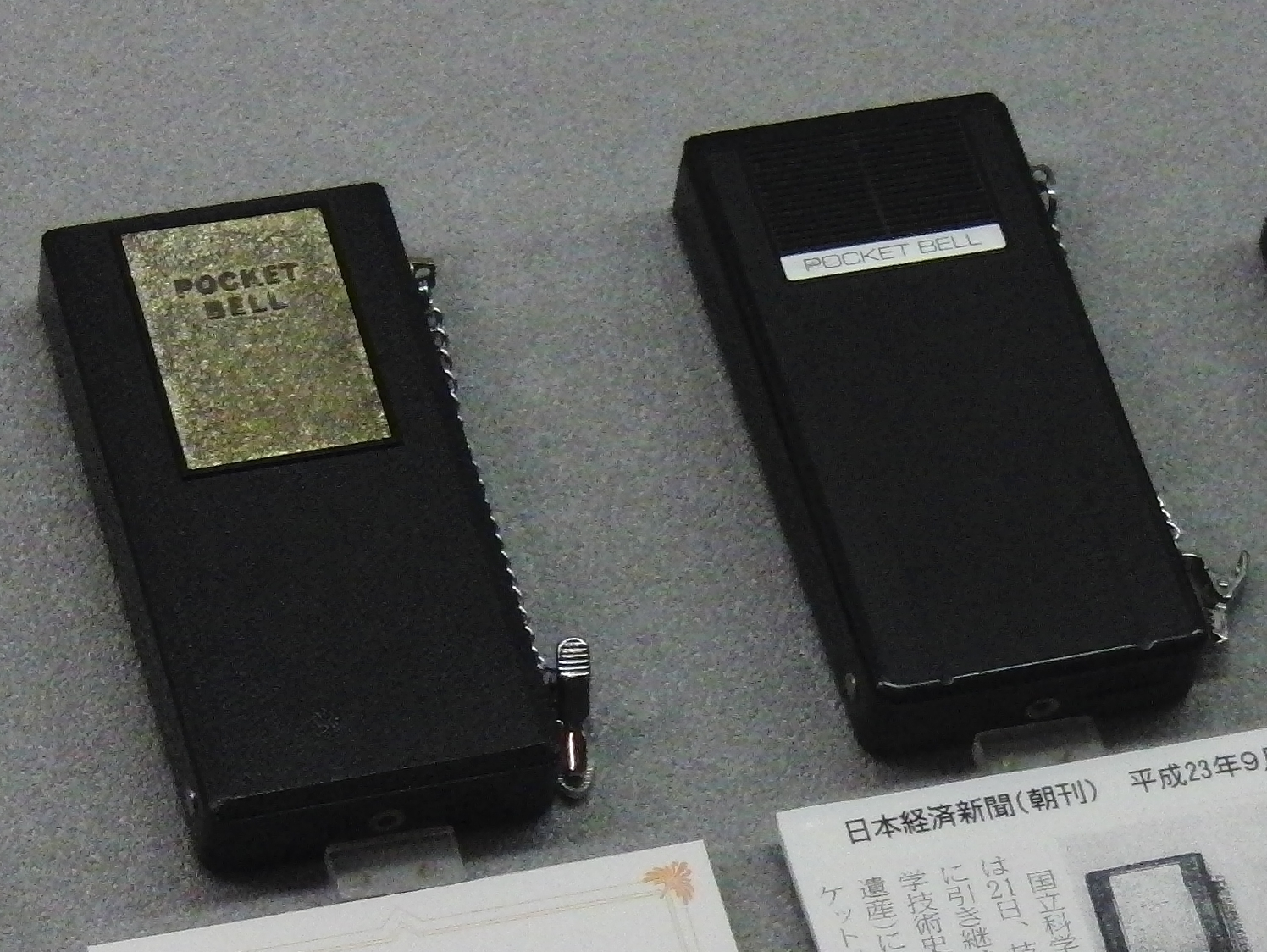
ポケットベル B型 RC11

| 登録番号 | 名称                                                                           | 理由                                    | 所在地               | 所在施設                                                       | 制作者                                     | 所有者                    | 制作年                |
| -------- | ------------------------------------------------------------------------------ | --------------------------------------- | -------------------- | -------------------------------------------------------------- | ------------------------------------------ | ------------------------- | --------------------- |
| 00073    | 塗り板見本衝立                                                                 | 日本初の国産塗料の見本                  | 大阪府大阪市北区     | 日本ペイント歴史館                                             | 中川平吉                                   | 日本ペイント              | 1881年                |
| 00074    | 山神額                                                                         | わが国初のコークス高炉からの出銑        | 岩手県釜石市         | 山神社                                                         | 釜石鉱山田中製鉄所                         | 新日本製鐵釜石製鐵所      | 1894年                |
| 00075    | ブルドン管圧力計の成形機 (1)金敷と金槌 (2)3本ローラー式ブルドン管成形機        | 国産ブルドン管圧力計の歴史的証人        | 長野県上田市         | 長野計器テクニカル・ソリューションセンター                     | (1)和田計器製作所 (2)東京計器製作所        | 長野計器                  | (1)1896年 (2)1914年   |
| 00076    | 藤岡式電球                                                                     | 国産初の白熱電球                        | 神奈川県横須賀市     | 東芝ライテック                                                 | 東京電気                                   | 東芝ライテック            | 1899年～1900年頃      |
| 00077    | ビール製造設備の発展過程を知る装置 (1)ハンゼン式酵母純粋培養装置 (2)麦汁煮沸釜 | ビール産業発展期のエポック              | 北海道札幌市東区     | サッポロビール博物館                                           | (1)W.E.Jensen (2)三宅製作所                | サッポロビール            | (1)1911年 (2)1965年頃 |
| 00078    | 国産一号攪拌式電気洗濯機                                                       | 国産初の電気洗濯機                      | 神奈川県川崎市幸区   | 東芝科学館                                                     | 芝浦製作所                                 | 東芝                      | 1930年                |
| 00079    | 御用蔵醤油醸造所一式                                                           | 野田の地に残る昭和初期の醤油醸造技術    | 千葉県野田市         | キッコーマン食品野田工場                                       | 野田醤油                                   | キッコーマン食品          | 1939年                |
| 00080    | 硬質塩化ビニル板製造用プレス機                                                 | 日本最古の硬質塩ビ板成形プレス          | 滋賀県長浜市         | 三菱樹脂長浜工場                                               | 小松製作所                                 | 三菱樹脂                  | 1954年                |
| 00081    | 黎明期のプレハブ住宅 (1)大和式組み立てパイプハウス (2)ミゼットハウス           | プレハブ住宅の原点                      | 奈良県奈良市         | 大和ハウス工業総合研究所                                       | 大和ハウス工業                             | 大和ハウス工業            | (1)1955年 (2)1959年   |
| 00082    | "テトロン"糸生産第一号機                                                       | 日本初のポリエステル繊維製造装置        | 静岡県三島市         | 東レ総合研究センター                                           | 東洋レーヨン（設計）芝浦機械製作所（製造） | 東レ                      | 1958年                |
| 00083    | 金属チタン樹枝状結晶                                                           | チタン精製の世界的技術                  | 宮城県仙台市青葉区   | 東北大学金属材料研究所                                         | 竹内栄他                                   | 東北大学金属材料研究所    | 1959年                |
| 00084    | マイクロ波4GHz帯用進行波管 4W75                                                | 世界初のPPM技術マイクロ波進行管         | 東京都武蔵野市       | NTT情報流通基盤総合研究所                                      | 日本電気                                   | NTT情報流通基盤総合研究所 | 1961年                |
| 00085    | 家庭用ビデオテープレコーダー CV-2000                                           | 世界初の家庭用VTR                       | 東京都品川区         | ソニー歴史資料館                                               | ソニー                                     | ソニー                    | 1965年                |
| 00086    | ハイロー型コンクリートミキサ車                                                 | 現存最古級のミキサ車                    | 埼玉県深谷市         | KYB熊谷工場                                                    | 萱場工業                                   | KYB                       | 1968年                |
| 00087    | ポケットベル B型 RC11（2種類）                                                 | 日本初のポケットベル                    | 東京都千代田区       | 逓信総合博物館                                                 | 松下通信工業・東芝                         | NTT東日本                 | 1968年（2種類とも）   |
| 00088    | 回折格子刻線機（ルーリングエンジン）                                           | 世界を席巻した半導体の礎                | 埼玉県熊谷市         | ニコン熊谷製作所                                               | 日本光学工業                               | ニコン                    | 1971年                |
| 00089    | ガスタービン（S1A-01型）                                                       | 非常用発電用小型ガスタービン普及の祖    | 兵庫県明石市         | 川崎重工業明石工場                                             | 川崎重工業                                 | 川崎重工業                | 1975年                |
| 00090    | AD型ディスクブレーキ                                                           | 日本初の独自技術ディスクブレーキ        | 埼玉県羽生市         | 曙ブレーキ工業ai-Museum                                        | 曙ブレーキ工業                             | 曙ブレーキ工業            | 1978年                |
| 00091    | 1100℃級予混合NOx燃焼機                                                         | 世界初のガスタービン用低NOx予混合燃焼機 | 新潟県北蒲原郡聖籠町 | 東北電力東新潟火力発電所 Seiro Combined Cycle Technical Museum | 三菱重工業                                 | 東北電力                  | 1984年                |
| 00092    | 第一号磁界型電子顕微鏡および関連資料                                           | 磁界レンズを用いたわが国初の電子顕微鏡  | 大阪府豊中市         | 大阪大学総合学術研究所                                         | 菅田栄治                                   | 大阪大学                  | 1939年                |

- 国産一号攪拌式電気洗濯機
- ポケットベル B型 RC11

### 第5回（2012年）
| 登録番号 | 名称 | 理由                                       | 所在地               | 所在施設                         | 制作者                                                      | 所有者                         | 制作年                                    |
| -------- | --- | ------------------------------------------ | -------------------- | -------------------------------- | ----------------------------------------------------------- | ------------------------------ | ----------------------------------------- |
| 00093    | 自動製缶機                                                                                                 | 日本で最初期に使われた自動製缶装置         | 東京都品川区         | 東洋製罐                         | アメリカン・キャン・カンパニー                              | 東洋製罐                       | 1912年                                    |
| 00094    | 自動車タイヤ国産第1号                                                                                      | 国産第1号の自動車タイヤ                    | 兵庫県神戸市中央区   | 住友ゴム工業                     | ダンロップ護謨                                              | 住友ゴム工業                   | 1913年                                    |
| 00095    | クロード法によるアンモニア国産化史料 (1)アンモニア合成管用台盤 (2)安母尼亜合成運転日誌 (3)アンモニア分離器 | 世界最初期のクロード法アンモニア合成装置   | 山口県下関市         | 下関三井化学                     | (1)不詳 (2)クロード式窒素工業 (3)不詳                       | 下関三井化学                   | (1)1923年 (2)1928年 (3)1930年             |
| 00096    | 小型横形水冷ディーゼルエンジン HB-5                                                                        | 実用となる世界初の小型ディーゼルエンジン   | 滋賀県長浜市         | ヤンマー長浜工場                 | 山岡発動機工作所                                            | ヤンマー                       | 1933年                                    |
| 00097    | 国産初のLPレコード（2種類）                                                                                | 国産初の塩化ビニル製LPレコード             | 東京都港区           | 日本コロムビア                   | 日本コロムビア                                              | 日本コロムビア                 | 1951年                                    |
| 00098    | チタン品質評価用ボタン溶解炉                                                                               | チタン製造の草創期から活躍した品質評価装置 | 神奈川県茅ヶ崎市     | 東邦チタニウム                   | 東邦チタニウム                                              | 東邦チタニウム                 | 1954年-1960年頃                           |
| 00099    | パラメトロン電子計算機 HIPACMK-1                                                                           | 現存最古のパラメトロンコンピュータ         | 東京都国分寺市       | 日立製作所中央研究所             | 日立製作所中央研究所                                        | 日立製作所中央研究所           | 1957年                                    |
| 00100    | 国産第1号機械式冷凍車                                                                                      | 復元された国産第1号冷凍車                  | 佐賀県三養基郡基山町 | 福岡運輸                         | （シャーシ）民生デイゼル工業 （冷凍ボックス）矢野特殊自動車 | 福岡運輸                       | 1960年（冷凍ボックス） 1961年（シャーシ） |
| 00101    | 攪拌式全自動洗濯機 SC-AT1                                                                                  | 現存最古の全自動洗濯機                     | 茨城県日立市         | 日立アプライアンス               | 日立製作所                                                  | 日立アプライアンス             | 1961年                                    |
| 00102    | 国産電着塗装第1号車とともに塗装されたカーモデル                                                            | 国産初の自動車用の電着塗装                 | 大阪府大阪市北区     | 日本ペイント歴史館               | 日本ペイント                                                | 日本ペイント                   | 1964年                                    |
| 00103    | コインメカニズム E-9130                                                                                    | 国産初の飲料用自動販売機の検銭機           | 埼玉県坂戸市         | 日本コンラックス                 | エンパイヤ貿易技術研究所                                    | 日本コンラックス               | 1967年                                    |
| 00104    | 人工知能ロボット（ETLロボット Mk1）                                                                        | 世界初の作業用ハンド・アイ・システム       | 茨城県つくば市       | 産業技術総合研究所つくばセンター | 萱場工業他                                                  | 産業技術総合研究所             | 1970年                                    |
| 00105    | D10形自動交換機                                                                                            | 世界初の自動車電話用電子交換機             | 東京都武蔵野市       | NTT技術資料館                    | 富士通                                                      | NTT 情報ネットワーク総合研究所 | 1972年                                    |
| 00106    | 水性高分子イソシアネート系木材接着剤製造開始当初の攪拌釜                                                   | 世界初の木材用非ホルマリン系接着剤         | 静岡県富士市         | 光洋産業富士工場                 | カツナカ工業                                                | 光洋産業                       | 1972年                                    |
| 00107    | 液晶表示電卓 コンペット（EL-805）                                                                          | 世界初の液晶電卓                           | 奈良県天理市         | シャープ 歴史ホール・技術ホール  | シャープ                                                    | シャープ                       | 1973年                                    |
| 00108    | 無冷却形 排気タービン過給機 MET560                                                                         | 世界初の完全無冷却技術                     | 長崎県諫早市         | 秀工社                           | 三菱重工業                                                  | 秀工社                         | 1978年                                    |
| 00109    | ステレオカセットプレーヤー「ウォークマン」1号機 TPS-L2                                                     | 世界を席巻したウォークマンの第1号機        | 東京都品川区         | ソニー歴史資料館                 | ソニー                                                      | ソニー                         | 1979年                                    |
| 00110    | 分散形計装制御システム「CENTUM」                                                                           | 世界初の分散制御システム                   | 未公表               | 横河電機                         | 横河電機                                                    | 横河電機                       | 1979年                                    |
| 00111    | 自動車電話 TZ-801形移動機本体、TZ-801形1号自動車電話機                                                     | 日本初の自動車電話                         | 東京都墨田区         | NTTドコモ歴史展示スクエア        | 松下通信工業（移動機本体）日本電気（自動車電話機）          | NTTドコモ                      | 1980年                                    |
| 00112    | 全身用X線CT TCT-900S FLEET                                                                                 | 世界初のヘリカルスキャンCT                 | 栃木県那須塩原市     | 東芝メディアカルシステムズ       | 東芝                                                        | 東芝メディカルシステムズ       | 1991年                                    |
| 00113    | 液晶デジタルカメラ QV-10                                                                                   | デジタルカメラ普及の先駆け                 | 東京都渋谷区         | カシオ計算機ショールーム         | カシオ計算機                                                | カシオ計算機                   | 1995年                                    |

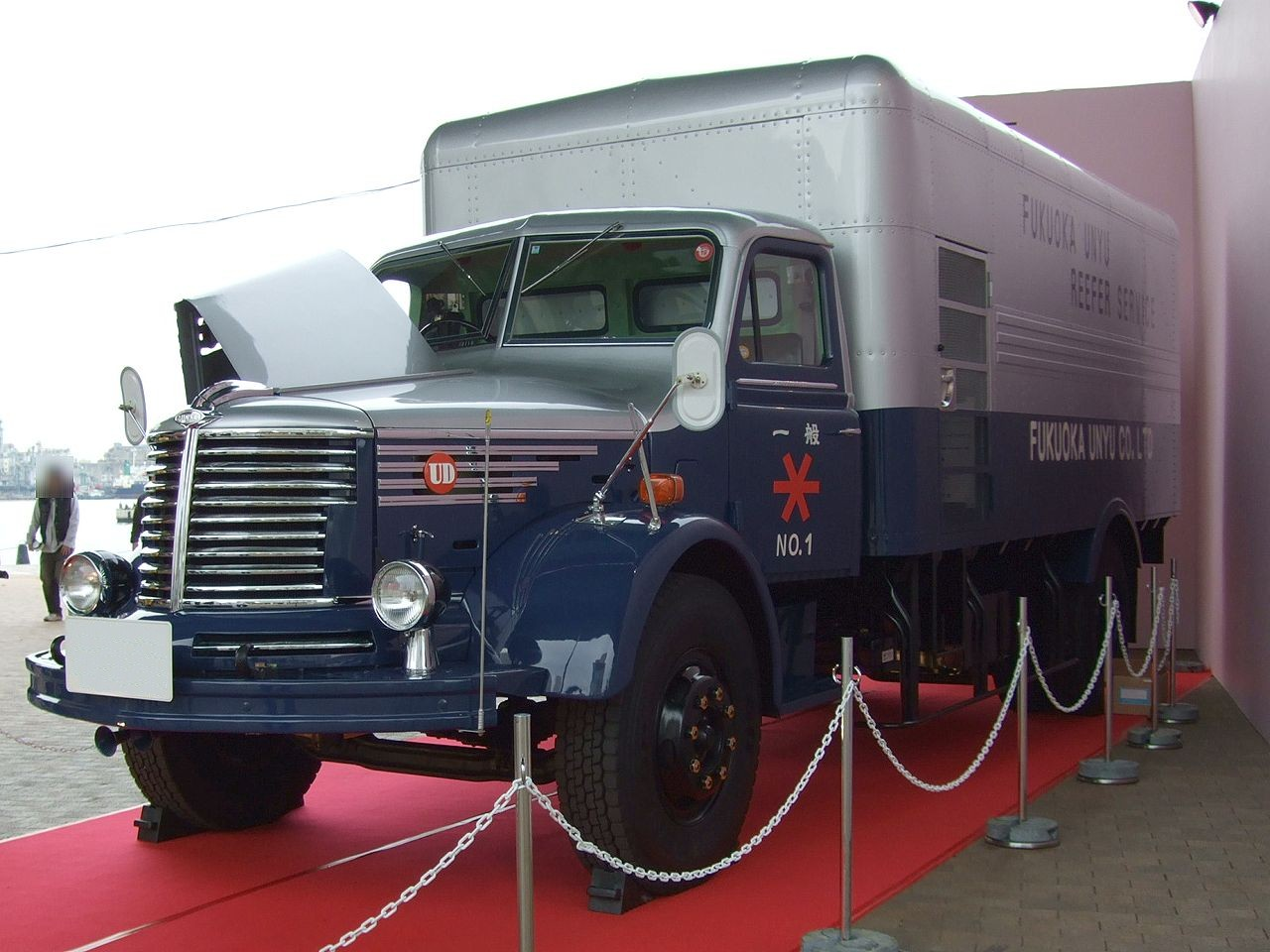
国産第1号機械式冷凍車
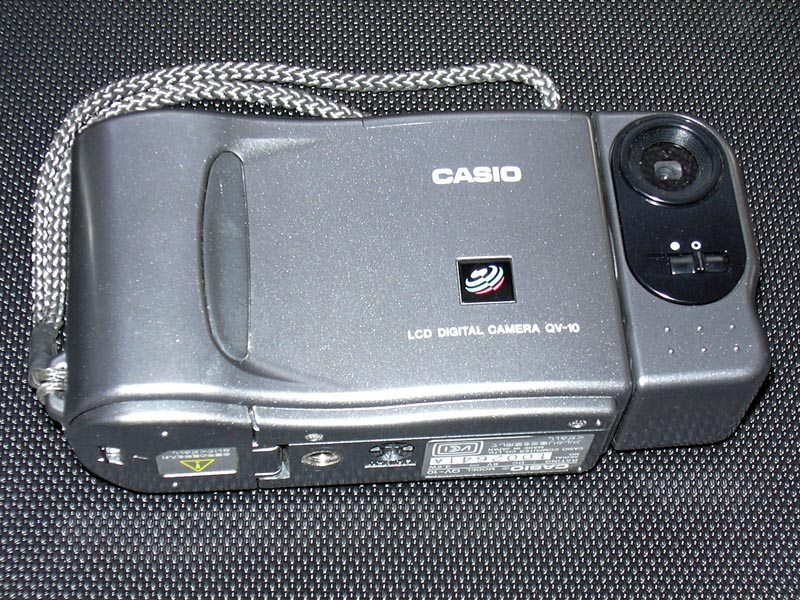
液晶デジタルカメラ QV-10

### 第6回（2013年）
| 登録番号 | 名称 | 理由                                                 | 所在地               | 所在施設                             | 制作者                          | 所有者                               | 制作年                           |
| -------- | --- | ---------------------------------------------------- | -------------------- | ------------------------------------ | ------------------------------- | ------------------------------------ | -------------------------------- |
| 00114    | 放送用4ヘッド可搬型多目的記録再生装置 SV7400B                                                                      | どこでも使えるようになった放送局用ビデオ             | 東京都港区           | NHK放送博物館                        | 日立電子                        | NHK放送博物館                        | 1976年                           |
| 00115    | 日本最初期の計数型電子計算機「TAC」                                                                                | 日本最初期の真空管式デジタルコンピューター           | 神奈川県川崎市幸区   | 東芝科学館                           | 東京芝浦電気・東京大学共同開発  | 東芝科学館                           | 1959年                           |
| 00116    | 機械翻訳実験用計算機 KT-1                                                                                          | 日・英・独3ヶ国語の機械翻訳実験用計算機              | 福岡県福岡市         | 九州大学大学院                       | 九州大学                        | 九州大学大学院                       | 1958～1959年                     |
| 00117    | 塩化ビニール製造装置（塩化ビニールテスト重合機・5000L塩化ビニール重合機・塩化ビニール反応1号炉・アセチレン発生器） | 量産初期の塩ビ樹脂製造装置                           | 大阪府摂津市         | カネカ大阪工場                       | 鐘淵化学                        | カネカ                               | 1950年                           |
| 00118    | FANUC ROBOT MODEL1                                                                                                 | 大幅な低価格化で普及に貢献した産業用ロボット         | 山梨県南都留郡忍野村 | ファナック                           | ファナック                      | ファナック                           | 1977年                           |
| 00119    | 量産型カラーテレビ D-21WE                                                                                          | 日本最初期の量産型カラーテレビ                       | 神奈川県川崎市幸区   | 東芝科学館                           | 東京芝浦電気                    | 東芝                                 | 1960年                           |
| 00120    | 64700kvタービン発電機                                                                                              | 日本初の水素冷却発電機                               | 神奈川県横浜市       | 東芝 電力・社会システム社 京浜事業所 | 東京芝浦電気                    | 東芝 電力・社会システム社 京浜事業所 | 1953年                           |
| 00121    | カード電卓 カシオSL-800                                                                                            | 世界最薄カード電卓                                   | 東京都渋谷区         | カシオ計算機 電卓歴史コーナー        | カシオ計算機                    | カシオ計算機                         | 1983年                           |
| 00122    | 【携帯電話】(1)ショルダーホン<100型> (2)携帯電話 TZ-802B                                                           | 日本初の携帯電話                                     | 東京都墨田区         | NTTドコモ                            | 松下通信工業                    | NTTドコモ                            | (1)1985年(2)1987年               |
| 00123    | 岩室発電所1万馬力フランシス水車                                                                                    | 日本で初めて出力が1万馬力に達した国産フランシス水車  | 茨城県日立市         | 日立製作所電力グループ日立事業所     | 日立製作所                      | 日立製作所電力グループ日立事業所     | 1915年                           |
| 00124    | FUJIX DS-X | 世界で初めて市販されたデジタルカメラ                 | 東京都港区           | 富士フイルム                         | 富士写真フイルム・東芝共同開発  | 富士フイルム                         | 1990年                           |
| 00125    | ベータ型炭化ケイ素粉末                                                                                             | 高性能ファインセラミックス材料                       | 岐阜県大垣市         | イビデン                             | イビデン                        | イビデン                             | 1979年                           |
| 00126    | 国産発電用1号ガスタービン                                                                                          | 日本初の発電用ガスタービン                           | 神奈川県横浜市鶴見区 | 東京電力 電気の史料館                | 石川島芝浦タービン              | 海上技術安全研究所                   | 1949年                           |
| 00127    | ニトロセルロース系ラッカー・セルパ色見本帳 1953版                                                                  | 日本初のニトロセルロース系ラッカー                   | 神奈川県平塚市       | 関西ペイント 開発センター            | 関西ペイント                    | 関西ペイント                         | 1953年                           |
| 00128    | セキスイハイムM1                                                                                                   | 世界初の市場で成功したボックスユニット・プレハブ住宅 | 茨城県つくば市       | 積水化学工業                         | 積水化学工業                    | 積水化学工業                         | 1971年                           |
| 00129    | 【パンチカード】(1)レミントン統計カード(2)IBM統計カード                                                            | 情報化時代の草分け                                   | 静岡県駿東郡長泉町   | 特種東海製紙Pam                      | 特種東海製紙                    | 特種東海製紙                         | (1)1938年頃(2)1945年（生産開始） |
| 00130    | 吸入瓦斯発動機関連資料一式                                                                                         | 日本最初のガスエンジン資料                           | 滋賀県守山市         | ダイハツディーゼル 守山事業所        | 発動機製造                      | ダイハツディーゼル                   | 1907年 - 1911年                  |
| 00131    | ダイレクト・ドライブ方式ターンテーブル SP-10                                                                       | 世界初 ダイレクト・ドライブ方式ターンテーブル        | 大阪府門真市         | パナソニック                         | 松下電器産業                    | パナソニック                         | 1969年                           |
| 00132    | さくら天然色フィルム                                                                                               | 日本初のカラーフィルム                               | 東京都日野市         | コニカミノルタ                       | 六櫻社                          | コニカミノルタ                       | 1940年                           |
| 00133    | セメダインC | 日本初の合成接着剤                                   | 東京都品川区         | セメダイン                           | 今村商店                        | セメダイン                           | 1938年                           |
| 00134    | 張打式製鋼機 | 日本現存最古のロープ製造機械                         | 愛知県蒲郡市         | 東京製綱繊維ロープ                   | Frodingham Iron & Steel Co.Ltd. | 東京製綱繊維ロープ                   | 1889年～1892年                   |
| 00135    | 【世界初の除虫菊を含む蚊取線香資料一式】                                                                           | 世界初の除虫菊を含む蚊取線香                         | 大阪府大阪市         | 大日本除虫菊                         | 大日本除虫菊など                | 大日本除虫菊                         | 1885年～1940年                   |

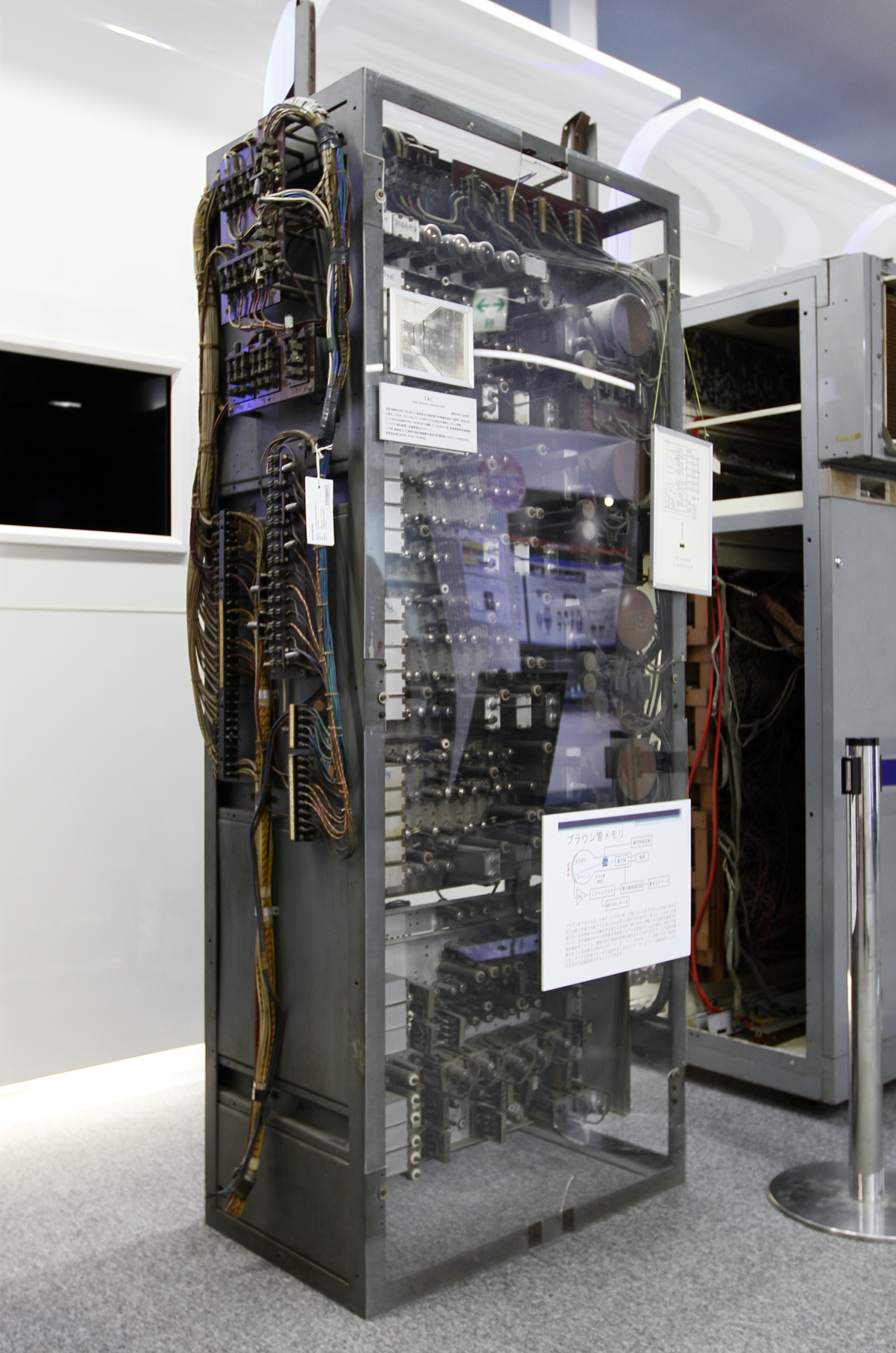
日本最初期の計数型電子計算機「TAC」

### 第7回（2014年）
| 登録番号 | 名称                                                                              | 理由                                                     | 所在地           | 所在施設                                  | 制作者 | 所有者                                                       | 制作年           |
| -------- | --------------------------------------------------------------------------------- | -------------------------------------------------------- | ---------------- | ----------------------------------------- | --- | ------------------------------------------------------------ | ---------------- |
| 00136    | NEAC－1210                                                                        | 「オフコン」の分野を切り開いたパラメトロン・コンピュータ | 東京都府中市     | 日本電気株式会社 府中事業場               | 日本電気株式会社                                                                                           | 日本電気株式会社                                             | 1966年           |
| 00137    | ２１型カラーテレビ（CV-2101）                                                     | 日本最初期の量産型カラーテレビ                           | 奈良県天理市     | シャープ株式会社 シャープミュージアム     | シャープ株式会社                                                                                           | シャープ株式会社                                             | 1960年           |
| 00138    | 日立カラーテレビ一号機２１型（CT150）                                             | 日本最初期の量産型カラーテレビ                           | 岐阜県美濃加茂市 | 株式会社日立情映テック                    | 株式会社日立製作所                                                                                         | 株式会社日立情映テック                                       | 1960年           |
| 00139    | 電子システム手帳（PA-7000）                                                       | 初めて漢字表示に対応した電子手帳                         | 奈良県天理市     | シャープ株式会社 シャープミュージアム     | シャープ株式会社                                                                                           | シャープ株式会社                                             | 1987年           |
| 00140    | リレー式プログラム機能付き計算機カシオAL-1                                        | プログラム機能がついたリレー計算機                       | 東京都世田谷区   | 樫尾俊雄発明記念館                        | カシオ計算機株式会社                                                                                       | カシオ計算機株式会社                                         | 1962年           |
| 00141    | PR-1形超短波無線電話装置                                                          | 国産初のFM方式超短波移動無線装置                         | 東京都           | 警察庁                                    | 松下電器産業株式会社                                                                                       | 警察庁                                                       | 1950年           |
| 00142    | ポケットベル送信装置（TC-11形送信装置、TC-15形送信装置、CE-15形A符号化装置）      | どこでもつながる「ポケベル」を支えたインフラ             | 東京都武蔵野市   | 日本電信電話株式会社 ＮＴＴ技術史料館     | 日本電気株式会社                                                                                           | 日本電信電話株式会社 情報ネットワーク総合研究所              | 1968～1995年     |
| 00143    | 508.6 MHz、1.2 MW 連続波クライストロン（E3732、T62）                              | 世界一安定で高出力の連続波クライストロン                 | 茨城県つくば市   | 高エネルギー加速器研究機構                | 高エネルギー加速器研究機構 及び 東芝電子管デバイス(株)（共同開発）                                         | 高エネルギー加速器研究機構                                   | 2002年           |
| 00144    | 放送用進行波管（１W５０／M４８０３）                                              | 日本中にテレビ電波を届けた電子管                         | 栃木県大田原市   | 東芝電子管デバイス株式会社                | 株式会社東芝～東芝電子管デバイス株式会社                                                                   | 東芝電子管デバイス株式会社                                   | 1964年           |
| 00145    | マビカ試作機                                                                      | 世界初の電子スチルカメラ                                 | 東京都品川区     | ソニー歴史資料館                          | ソニー株式会社                                                                                             | ソニー株式会社                                               | 1981年           |
| 00146    | MW-171形ガスタービン（MW-171G）                                                   | 商用ガスタービンの第1号機                                | 兵庫県高砂市     | 三菱日立パワーシステムズ株式会社 高砂工場 | 新三菱重工業株式会社（現：三菱日立パワーシステムズ株式会社）                                               | 三菱日立パワーシステムズ株式会社                             | 1963年           |
| 00147    | 巻線チップインダクタ LE SERIES M TYPE                                             | 世界最初期の巻き線型チップコイル                         | 群馬県高崎市     | 太陽誘電株式会社                          | 太陽誘電株式会社                                                                                           | 太陽誘電株式会社                                             | 1980～1986年     |
| 00148    | 巻き線型チップコイル（TDK磁気シールド型チップインダクタ ＦＣＬ３５４５３１ Type） | 世界最初期の巻き線型チップコイル                         | 秋田県にかほ市   | TDK株式会社                               | TDK株式会社                                                                                                | TDK株式会社                                                  | 1982～1993年頃   |
| 00149    | 電気洗濯機 ＳＷ-53                                                                | 日本初の噴流式電気洗濯機                                 | 大阪府大東市     | 三洋電機株式会社                          | 三洋電機株式会社                                                                                           | パナソニック株式会社                                         | 1953年           |
| 00150    | 胃壁のカラー撮影用ランプ                                                          | 世界初のカラー胃カメラ用電球                             | 東京都荒川区     | 細渕電球株式会社                          | 細渕電球株式会社                                                                                           | 細渕電球株式会社                                             | 1954年           |
| 00151    | Sonic Sheet Tester “ SST ”（SST-110）                                             | 日本の独創となる製紙センシング技術                       | 東京都中央区     | 野村商事株式会社                          | 野村商事株式会社                                                                                           | 野村商事株式会社                                             | 1984年           |
| 00152    | G型テープレコーダー                                                               | 日本初のテープレコーダー                                 | 東京都品川区     | ソニー歴史資料館                          | 東京通信工業株式会社（現：ソニー株式会社）                                                                 | ソニー株式会社                                               | 1950年           |
| 00153    | フジカラー 写ルンです                                                             | 世界初のレンズ付きフィルム                               | 東京都港区       | 富士フイルム株式会社                      | 富士写真フイルム株式会社                                                                                   | 富士フイルム株式会社                                         | 1986年           |
| 00154    | 航空機構造用プリプレグ                                                            | 軽量で強靭な複合材料                                     | 神奈川県平塚市   | 横浜ゴム株式会社                          | 横浜ゴム株式会社                                                                                           | 横浜ゴム株式会社                                             | 1978～79年       |
| 00155    | 固体ビデオカメラ（VK-C1000）                                                      | 世界初の家庭用固体イメージ・センサ ビデオカメラ          | 茨城県水戸市     | 茨城県立歴史館                            | 株式会社日立製作所                                                                                         | 所有者：茨城県 管理者：（公財）茨城県教育財団                | 1981年           |
| 00156    | 単管式ビデオカメラ（IK-12）                                                       | 世界初の家庭用単管式カラービデオカメラ                   | 神奈川県川崎市   | 株式会社東芝 東芝未来科学館               | 東京芝浦電気株式会社（現：株式会社東芝）                                                                   | 株式会社東芝                                                 | 1974年           |
| 00157    | 超小型カメラ（IK-M10A）                                                           | 世界初の親指サイズ・超小型カラービデオカメラ             | 神奈川県川崎市   | 株式会社東芝 東芝未来科学館               | 東京芝浦電気株式会社（現：株式会社東芝）                                                                   | 株式会社東芝                                                 | 1986年           |
| 00158    | 立体ビデオカメラ（SK-3D7）                                                        | 世界初の複眼レンズ式CCD立体ビデオカメラ                  | 神奈川県川崎市   | 株式会社東芝 東芝未来科学館               | 株式会社東芝                                                                                               | 株式会社東芝                                                 | 1989年           |
| 00159    | コックピットカメラ（XC-1）                                                        | 世界初の実用CCDカラービデオカメラ                        | 東京都品川区     | ソニー歴史資料館                          | ソニー株式会社                                                                                             | ソニー株式会社                                               | 1980年           |
| 00160    | VTR一体型ビデオカメラ（BMC-100）                                                  | ビデオデッキとカメラを一体化                             | 東京都品川区     | ソニー歴史資料館                          | ソニー株式会社                                                                                             | ソニー株式会社                                               | 1983年           |
| 00161    | 8ミリビデオカメラ（CCD-V8）                                                       | 世界初のカメラ一体型8ミリビデオ                          | 東京都品川区     | ソニー歴史資料館                          | ソニー株式会社                                                                                             | ソニー株式会社                                               | 1985年           |
| 00162    | “パスポートサイズ”ビデオカメラ（CCD-TR55）                                        | 超軽量化と超小型化を実現したビデオ                       | 東京都品川区     | ソニー歴史資料館                          | ソニー株式会社                                                                                             | ソニー株式会社                                               | 1989年           |
| 00163    | 3板式ビデオカメラ（CCD-VX1）                                                      | 世界初の家庭用3板式CCDビデオカメラ                       | 東京都品川区     | ソニー歴史資料館                          | ソニー株式会社                                                                                             | ソニー株式会社                                               | 1992年           |
| 00164    | デジタルビデオカメラ（DCR-VX1000）                                                | 世界初の家庭用DV方式デジタルビデオカメラ                 | 東京都品川区     | ソニー歴史資料館                          | ソニー株式会社                                                                                             | ソニー株式会社                                               | 1995年           |
| 00165    | ビデオカメラ ブレンビー（NV-S1）                                                  | 世界初の電子式手振れ補正ビデオカメラ                     | 岡山県岡山市     | パナソニック株式会社 AVCネットワークス社  | 松下電器産業株式会社 (現：パナソニック株式会社)                                                            | パナソニック株式会社 AVCネットワークス社                     | 1990年           |
| 00166    | デジタルビデオカメラ（NV-DJ1）                                                    | 高画質のデジタル映像記録DV規格ビデオカメラ               | 岡山県岡山市     | パナソニック株式会社 AVCネットワークス社  | 松下電器産業株式会社 (現：パナソニック株式会社)                                                            | パナソニック株式会社 AVCネットワークス社                     | 1995年           |
| 00167    | 液晶ビデオカメラ “液晶ビューカム”（VL-HL1）                                       | 世界初の再生用4型液晶画面付ビデオカメラ                  | 奈良県天理市     | シャープ株式会社 シャープミュージアム     | シャープ株式会社                                                                                           | シャープ株式会社                                             | 1992年前後       |
| 00168    | カメラ付き携帯電話（J-SH04）                                                      | ケイタイ初のモバイルカメラ搭載携帯電話                   | 奈良県天理市     | シャープ株式会社 シャープミュージアム     | シャープ株式会社                                                                                           | シャープ株式会社                                             | 2000年           |
| 00169    | VHSビデオムービー（GR-C1）                                                        | 世界初のVHS-C方式VTR一体型ビデオカメラ                   | 神奈川県横須賀市 | 株式会社JVCケンウッド                     | 日本ビクター株式会社                                                                                       | 株式会社JVCケンウッド                                        | 1983年           |
| 00170    | リファクス６００S                                                                 | 世界初の事務用デジタルファクシミリ                       | 神奈川県海老名市 | 株式会社リコー リコーテクノロジーセンター | 株式会社リコー                                                                                             | 株式会社リコー リコーテクノロジーセンター 海老名総務センター | 1973年～1980年頃 |
| 00171    | OKIFAX 7100                                                                       | 高速化と低価格を実現したデジタルファクシミリ             | 福島県福島市     | 株式会社 沖データ 福島事業所              | 沖電気工業株式会社                                                                                         | 株式会社 沖データ                                            | 1976年           |
| 00172    | ファクシミリCOPIX-440(COPIX 440A)                                                 | 世界初のインクジェット方式ファクシミリ                   | 神奈川県川崎市   | 株式会社東芝 東芝未来科学館               | 東京芝浦電気株式会社（現：株式会社東芝）                                                                   | 株式会社東芝                                                 | 1975年           |
| 00173    | ６６ｋＶ単心６７５mm2ＯＦケーブル                                                 | 電力需要を支える世界最高級性能の電力ケーブル             | 神奈川県横浜市   | 東京電力株式会社                          | 株式会社住友電線製造所（現：住友電気工業株式会社）                                                         | 東京電力株式会社                                             | 1930年           |
| 00174    | ２７５ｋＶ単心１４００mm2ＣＶケーブル                                             | 電力需要を支える世界最高級性能の電力ケーブル             | 神奈川県横浜市   | 東京電力株式会社                          | 古河電気工業株式会社                                                                                       | 東京電力株式会社                                             | 1988年           |
| 00175    | ５００ｋＶＣＶケーブル用押出しモールド式接続部（ＥＭＪ）                          | 電力需要を支える世界最高級性能の電力ケーブル             | 神奈川県横浜市   | 東京電力株式会社                          | 古河電気工業株式会社                                                                                       | 東京電力株式会社                                             | 1996年           |
| 00176    | 66kV OFZN675mm2ケーブル（東京電力 東尾久変電所）                                  | 電力需要を支える世界最高級性能の電力ケーブル             | 大阪府大阪市     | 住友電気工業株式会社 大阪製作所           | 住友電気工業株式会社                                                                                       | 住友電気工業株式会社                                         | 1930年           |
| 00177    | 275kV 2500mm2素線絶縁導体パイプタイプOFケーブル（POF）                            | 電力需要を支える世界最高級性能の電力ケーブル             | 東京都江東区     | 株式会社フジクラ                          | 株式会社フジクラ                                                                                           | 株式会社フジクラ                                             | 1983年           |
| 00178    | DC±500kV 1×3000mm2光複合半合成紙絶縁OF海底ケーブル（DC-WOFZEWA）                  | 電力需要を支える世界最高級性能の電力ケーブル             | 千葉県市原市     | 古河電気工業株式会社                      | 古河電気工業株式会社                                                                                       | 古河電気工業株式会社                                         | 1998年           |
| 00179    | DC±500kV 1×3000mm2光複合半合成紙絶縁OF海底ケーブル（DC-WOFZEWA）                  | 電力需要を支える世界最高級性能の電力ケーブル             | 東京都江東区     | 株式会社フジクラ                          | 株式会社フジクラ                                                                                           | 株式会社フジクラ                                             | 1998年           |
| 00180    | 500kV 1×2500mm2アルミ被ビニル防食架橋ポリエチレン絶縁ケーブル（CAZV）             | 電力需要を支える世界最高級性能の電力ケーブル             | 東京都江東区     | 株式会社フジクラ                          | 株式会社フジクラ                                                                                           | 株式会社フジクラ                                             | 1996～1999年     |
| 00181    | 500kV 1×2500mm2半合成紙アルミ被ビニル防食OFケーブル（OFAZV）                      | 電力需要を支える世界最高級性能の電力ケーブル             | 千葉県市原市     | 古河電気工業株式会社                      | 古河電気工業株式会社                                                                                       | 古河電気工業株式会社                                         | 1987年           |
| 00182    | 500kV 1×2500mm2アルミ被ビニル防食架橋ポリエチレン絶縁ケーブル（CAZV）             | 電力需要を支える世界最高級性能の電力ケーブル             | 千葉県市原市     | 古河電気工業株式会社                      | 古河電気工業株式会社                                                                                       | 古河電気工業株式会社                                         | 1996～1999年     |
| 00183    | 直流±500kV 3000mm2 PPLP絶縁OFケーブル（関西電力、電源開発 紀伊水道連系線）        | 電力需要を支える世界最高級性能の電力ケーブル             | 東京都江東区     | 株式会社フジクラ                          | 株式会社フジクラ                                                                                           | 株式会社フジクラ エネルギー・情報通信カンパニー              | 1998年           |
| 00184    | エム・カテラ（M & KATERA）（Ⅳ型）                                                 | 日本の光学顕微鏡近代化の幕開け                           | 東京都中央区     | サクラファインテックジャパン株式会社      | 合資会社いわしや松本器械店：大正4年よりエム・カテラ光学製作所（寺 田新太郎、加藤嘉吉、神藤新吉、松本福松） | サクラファインテックジャパン株式会社                         | 1914年           |

### 第8回（2015年）

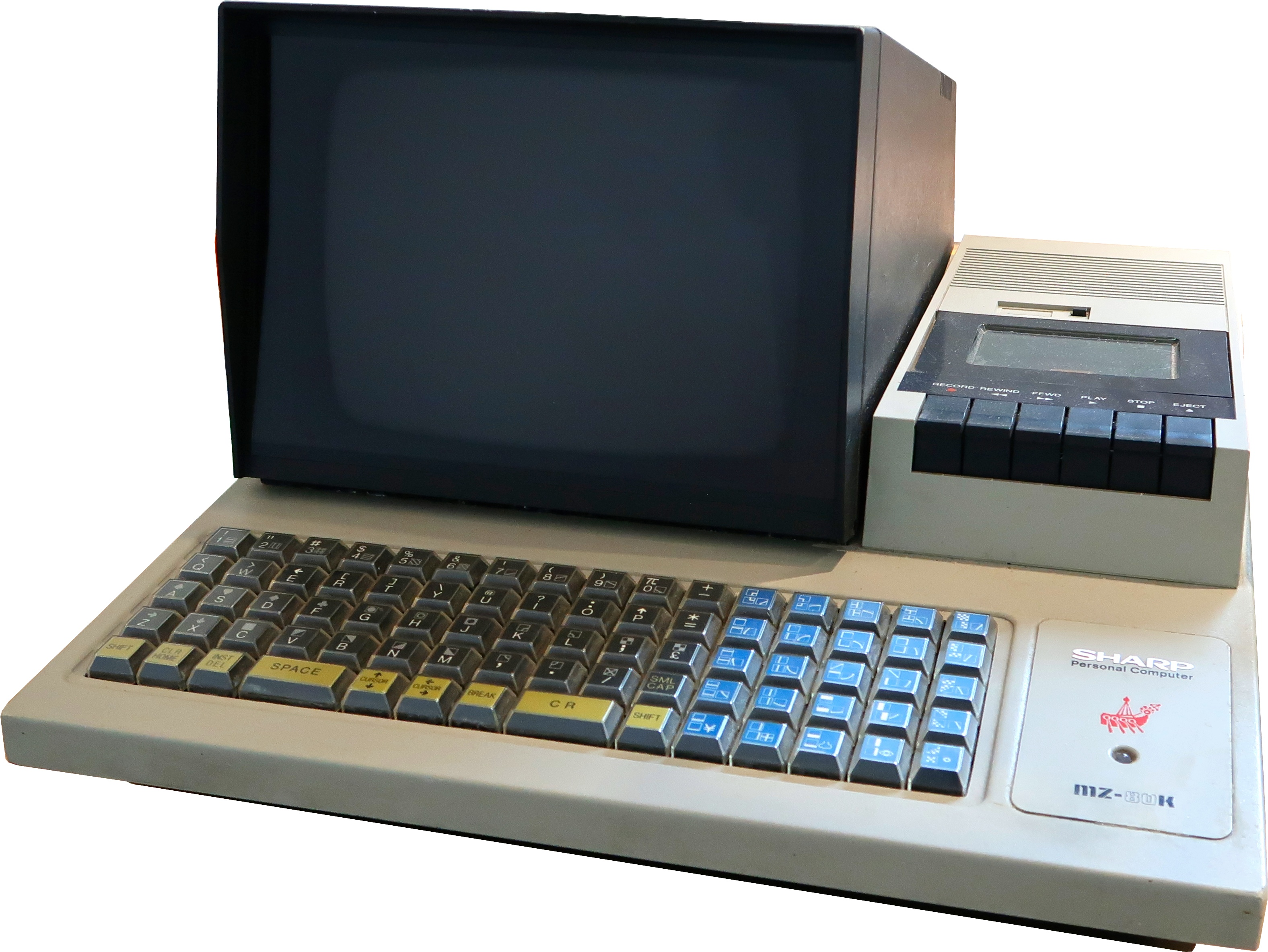
シャープ MZ-80K
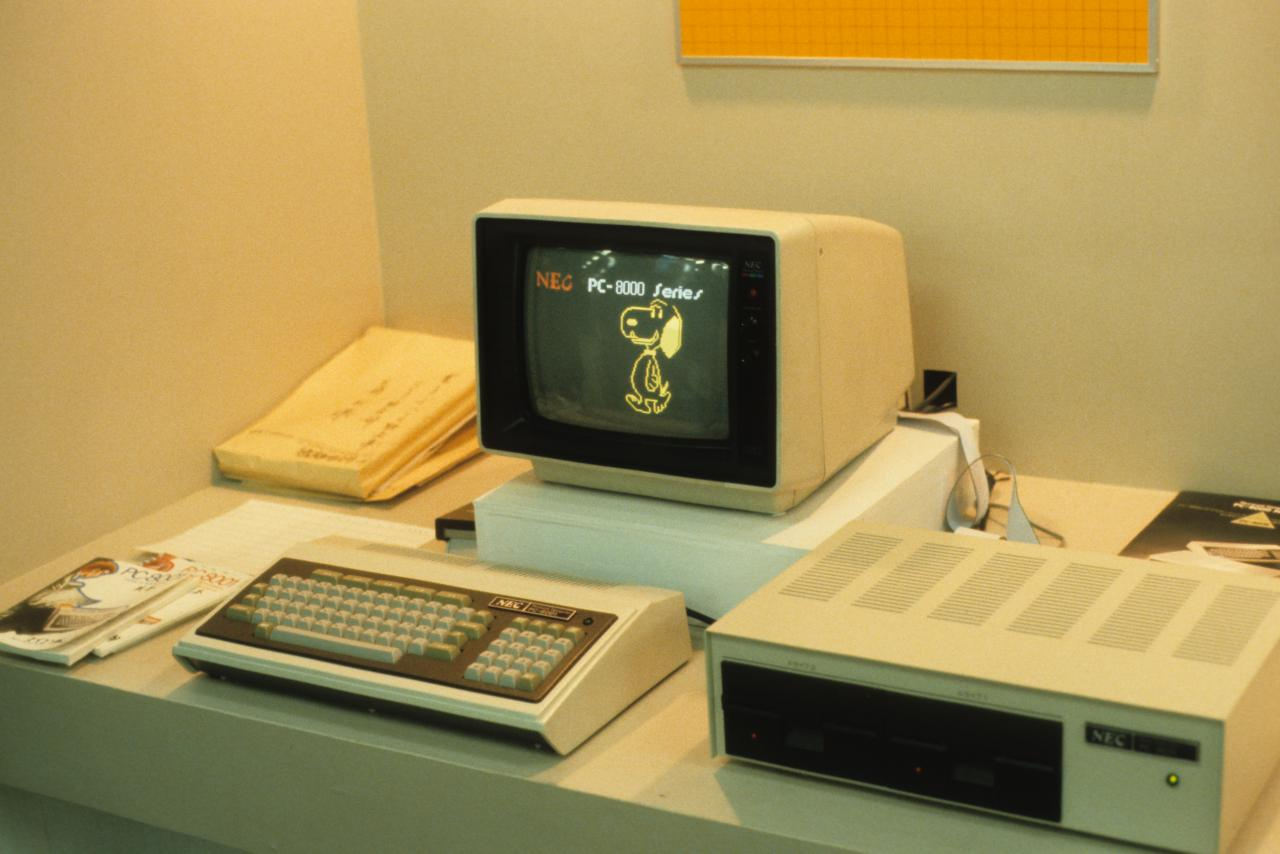
NEC PC-8001

| 登録番号 | 名称 | 理由                                                                                                 | 所在地                            | 所在施設                                                 | 制作者                                               | 所有者                                            | 制作年                        |
| -------- | --- | --- | --------------------------------- | -------------------------------------------------------- | ---------------------------------------------------- | ------------------------------------------------- | ----------------------------- |
| 00185    | エンタテインメントロボット AIBO ERS-110 | 家庭用として初めて事業化され販売されたエンタテインメントロボット                                     | 東京都品川区                      | ソニー歴史資料館                                         | ソニー株式会社                                       | ソニー株式会社                                    | 1999年                        |
| 00186    | ボトル用自動販売機SVM-4 | 清涼飲料のヒットとともに普及した自動販売機                                                           | 大阪府大東市                      | 三洋電機株式会社                                         | 三洋電機株式会社                                     | パナソニック株式会社 歴史文化コミュニケーション室 | 1968年                        |
| 00187    | 微粉炭ディーゼル機関 | 日本のディーゼル機関研究の多様性を示す証左                                                           | 静岡県焼津市                      | 株式会社赤阪鐵工所                                       | 株式会社赤阪鐵工所                                   | 株式会社赤阪鐵工所                                | 1939年                        |
| 00188    | 海軍航空機用塗料色別標準（色見本帳） | 日本海軍航空機用の色見本                                                                             | 東京都北区                        | 日本特殊塗料株式会社                                     | 海軍航空本部                                         | 所有者：日本特殊塗料株式会社 管理者：社長室 室長  | 1942年                        |
| 00189    | 単純開放サイクル１軸式ガスタービン（AT900） | 非常用ガスタービンの普及に貢献                                                                       | 兵庫県尼崎市                      | ヤンマー株式会社 尼崎工場                                | ヤンマー株式会社                                     | ヤンマー株式会社 尼崎工場                         | 1984年                        |
| 00190    | 肩掛型テープ録音機 PT-1 | 日本初の肩掛け型録音機                                                                               | 東京都港区                        | NHK放送博物館                                            | 東京通信工業株式会社（現：ソニー株式会社）           | NHK放送博物館                                     | 1951年                        |
| 00191    | コンパクト・カセット式ポータブルステレオ録音機「カセット デンスケ」TC-2850SD | 生録ブームに火をつけた録音機                                                                         | 東京都品川区                      | ソニー歴史資料館                                         | ソニー株式会社                                       | ソニー株式会社                                    | 1973年                        |
| 00192    | 世界初の民生用PCMプロセッサー PCM－1 | 世界初の民生用PCMプロセッサー                                                                        | 東京都品川区                      | ソニー歴史資料館                                         | ソニー株式会社                                       | ソニー株式会社                                    | 1977年                        |
| 00193    | カラーネガフィルム「フジカラー Ｆ-II400」 | 世界初の高感度（ASA400）カラーネガフィルム                                                           | 東京都港区                        | 富士フイルム株式会社 フジフイルムスクエア 写真歴史博物館 | 富士写真フイルム株式会社（現：富士フイルム株式会社） | 富士フイルム株式会社                              | 1976年                        |
| 00194    | シンフォニーレーベル長唄「鞍馬山」レコード | 国産初のSPレコード                                                                                   | 石川県金沢市                      | 金沢蓄音器館                                             | 日米蓄音器製造株式会社                               | 金沢市                                            | 1909年                        |
| 00195    | 【 国産蓄音器 】(1)ニッポノホン35号 (2)ラッパ内蔵型蓄音器ユーホン1号 | 国産最初期の蓄音器                                                                                   | 石川県金沢市                      | 金沢蓄音器館                                             | 日本蓄音器商会（現：日本コロムビア株式会社）         | 金沢市                                            | (1)1910年 (2)1911年           |
| 00196    | 卓上型フィルモン／円板兼用再生機 | 歴史に埋没した日本の独創録音技術                                                                     | 石川県金沢市                      | 金沢蓄音器館                                             | 日本フィルモン株式会社                               | 金沢市                                            | 1937年                        |
| 00197    | LP録音機用カッターヘッド（ 型式名：TYPE C-28-G ） | 日本初のモノラルLP用カッターヘッド                                                                   | 東京都港区                        | 日本コロムビア株式会社                                   | 日本コロムビア株式会社                               | 日本コロムビア株式会社                            | 1953年                        |
| 00198    | 【 デジタル録音機とその制作レコード 】(1)PCM・デジタル録音実験レコード（型式名：NCB-7003／NCC-8004-N） (2)レコードマスター用PCM /デジタル録音装置（型式名：DENON DN-023R） (3) PCM録音レコード（型式名：NCC-8501-N） | 世界初の録音系デジタル化                                                                             | (1)(3) 東京都港区 (2)東京都大田区 | 日本コロムビア株式会社                                   | 日本コロムビア株式会社                               | 日本コロムビア株式会社                            | (1)1971年 (2)1972年 (3)1972年 |
| 00199    | 可搬型PCM録音機（型式名：DENON DN-034R） | デジタル録音の普及に貢献                                                                             | 東京都大田区                      | 日本コロムビア株式会社                                   | 日本コロムビア株式会社                               | 日本コロムビア株式会社                            | 1978年                        |
| 00200    | 音場型／音圧型録音用マイクロフォン（型式名：B&K社 Type 4006） | レコード制作用マイクの革新                                                                           | 東京都港区                        | 日本コロムビア株式会社                                   | ブリュエル＆ケアー社                                 | 日本コロムビア株式会社                            | 1979年                        |
| 00201    | PR-7820 （業務用LDプレーヤ） | 世界初の産業用レーザディスク（LD）プレーヤ                                                           | 埼玉県川越市                      | パイオニア株式会社 川越事業所                            | パイオニア株式会社                                   | パイオニア株式会社                                | 1979年                        |
| 00202    | LD-7000 （民生用LDプレーヤ） | 世界初の半導体レーザを使用したレーザディスク(LD)プレーヤ                                             | 埼玉県川越市                      | パイオニア株式会社 川越事業所                            | パイオニア株式会社                                   | パイオニア株式会社                                | 1983年                        |
| 00203    | CLD-9000 | 世界初のレーザディスク（LD）とコンパクトディスク（CD）の両光ディスクが再生できるコンパチブルプレーヤ | 埼玉県川越市                      | パイオニア株式会社 川越事業所                            | パイオニア株式会社                                   | パイオニア株式会社                                | 1984年                        |
| 00204    | パソコン MZ-80K | 国産初期の8ビット・パーソナル・コンピュータ                                                          | 奈良県天理市                      | シャープミュージアム                                     | シャープ株式会社                                     | シャープ株式会社                                  | 1978年                        |
| 00205    | パーソナルコンピュータ PC-8001 | 国産初期の8ビット・パーソナル・コンピュータ                                                          | 東京都千代田区                    | NECパーソナルコンピュータ株式会社                        | 日本電気株式会社                                     | 日本電気株式会社                                  | 1979年                        |
| 00206    | ベーシックマスター MB-6890 | 国産初期の8ビット・パーソナル・コンピュータ                                                          | 神奈川県秦野市                    | 株式会社日立製作所 ICT事業統括本部                       | 株式会社日立製作所                                   | 株式会社日立製作所                                | 1980年                        |
| 00207    | イオン交換樹脂の工業生産に関わる諸資料 | 日本初のイオン交換樹脂関連資料                                                                       | 京都府京都市                      | 山田化学工業株式会社                                     | 山田化学研究所（現：山田化学工業株式会社） 他        | 山田化学工業株式会社                              | 1939年頃～1946年頃            |
| 00208    | タカヂアスターゼ | 日本発の消化酵素・漱石も愛用した胃腸薬                                                               | 東京都品川区                      | 第一三共株式会社 品川研究開発センター 歴史展示室         | 三共合資会社（現：第一三共株式会社）                 | 第一三共株式会社 品川研究開発センター 歴史展示室  | 1909年                        |
| 00209    | スタチンおよびその発見に関する月報と実験ノート | 世界の成人病患者の救世主                                                                             | 東京都小金井市                    | 東京農工大学科学博物館                                   | 遠藤章 他                                            | 東京農工大学科学博物館                            | 1971～1976年，1978年          |

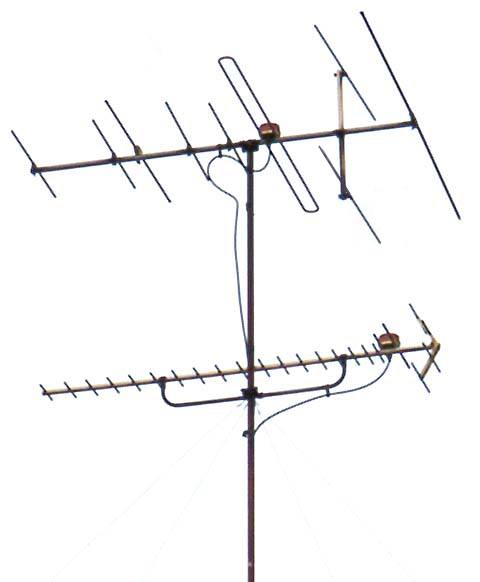
シャープ MZ-80K
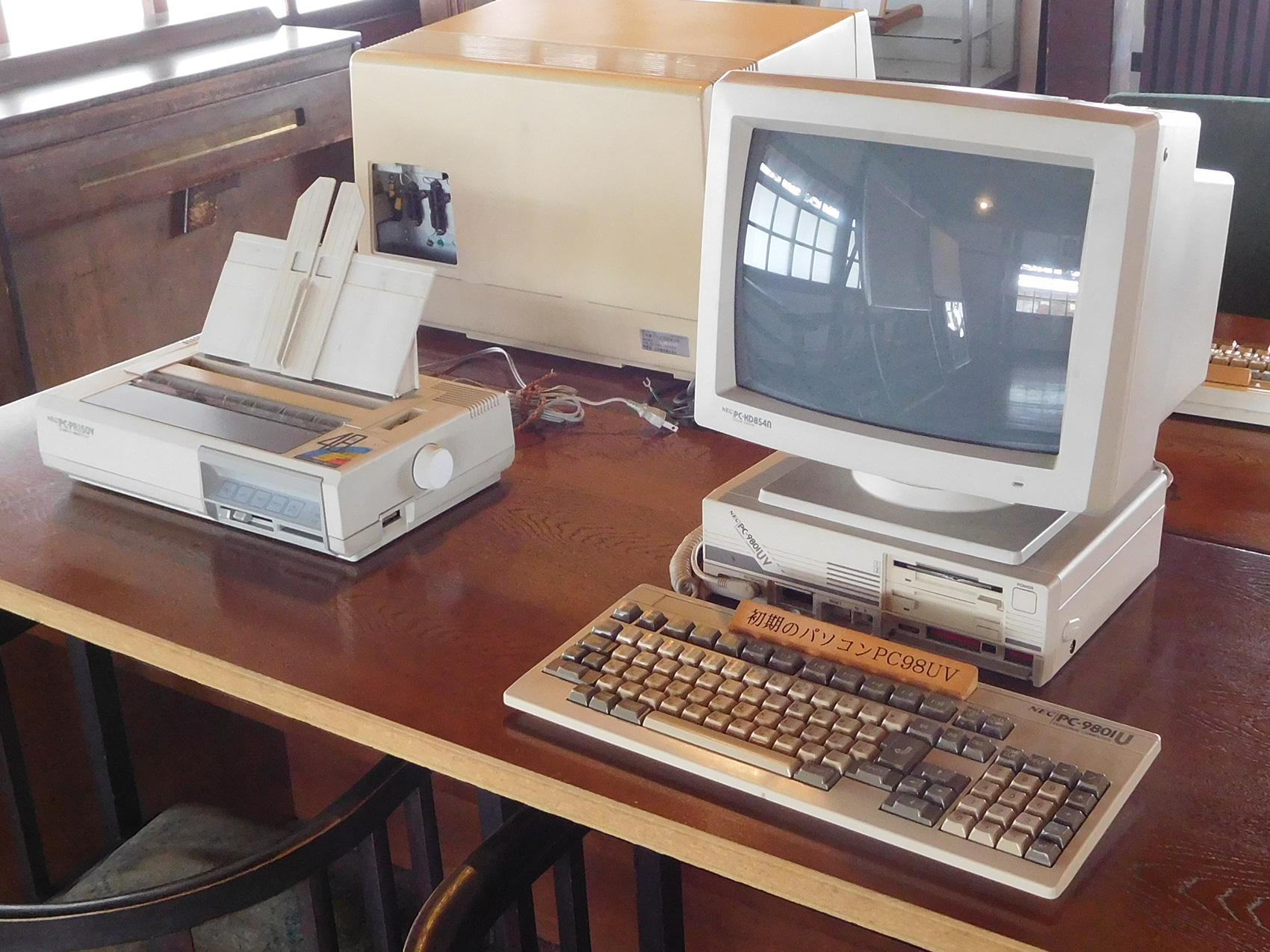
NEC PC-8001

### 第9回（2016年）
| 登録番号 | 名称                                                                                                | 理由                                               | 所在地           | 所在施設                           | 制作者                                                            | 所有者                                          | 制作年                        |
| -------- | --------------------------------------------------------------------------------------------------- | -------------------------------------------------- | ---------------- | ---------------------------------- | ----------------------------------------------------------------- | ----------------------------------------------- | ----------------------------- |
| 00210    | 八木・宇田アンテナ                                                                                  | 世界最初の超短波アンテナ                           | 東京都港区       | NHK放送博物館                      | 製作者：八木秀次・宇田新太郎 製造社：東京無線電機株式会社         | NHK放送博物館                                   | 1930年                        |
| 00211    | 酵素パワーの「トップ」                                                                              | はじめて本格的に市場に受け入れられた酵素配合洗剤   | 東京都墨田区     | ライオン株式会社                   | ライオン油脂株式会社（現：ライオン株式会社)                       | ライオン株式会社                                | 1982年                        |
| 00212    | アレグレット PDR-2                                                                                  | 世界初のCMOSセンサー採用デジタルカメラ             | 東京都千代田区   | 日本カメラ博物館                   | 株式会社東芝                                                      | 日本カメラ博物館                                | 1997年                        |
| 00213    | ペイント製造用手廻しロールミル                                                                      | 日本初の洋式塗料を製造                             | 大阪府大阪市     | 日本ペイント歴史館                 | 共同組合光明社                                                    | 日本ペイント歴史館                              | 1884年頃                      |
| 00214    | 東田第一高炉                                                                                        | 日本の銑鋼一貫製鉄の始まりと発展                   | 福岡県北九州市   | 東田第一高炉史跡広場               | 官営八幡製鉄所（現：新日鐵住金株式会社）                          | 北九州市                                        | 1962年（第10次改修年）        |
| 00215    | 分銅式標準圧力計                                                                                    | 国産圧力計の発展と標準化に寄与した圧力検定試験器   | 長野県上田市     | 長野計器株式会社                   | 株式会社東京計器製作所（現：東京計器株式会社、長野計器株式会社）  | 長野計器株式会社                                | 1924年                        |
| 00216    | 【 日本初の合成インジゴ関連資料 】(1) インジゴ樽 (2) インジゴ缶                                     | 独自技術で工業化された合成染料                     | 千葉県茂原市     | 三井化学株式会社                   | (1) 株式会社桐原容器製作所 (2) 不明                               | 三井化学株式会社                                | (1) 1933年 (2) 1935～1941年頃 |
| 00217    | 単気筒試験用ガスエンジン (1MD20GX)                                                                  | 現在につながるガスエンジン開発の起点               | 岡山県玉野市     | 三井造船株式会社                   | 三井造船株式会社                                                  | 三井造船株式会社                                | 2002年                        |
| 00218    | コンパクト・カセット式超小型テープレコーダー TC-50                                                  | 小形軽量化技術の先駆けとなった小型テープレコーダー | 東京都品川区     | ソニー歴史資料館                   | ソニー株式会社                                                    | ソニー株式会社                                  | 1968年                        |
| 00219    | 円盤録音再生機                                                                                      | 世界最高レベルのアナログ録音音質を達成             | 東京都港区       | NHK放送博物館                      | 日本電気音響研究所（現：デノン）                                  | NHK放送博物館                                   | 1943年                        |
| 00220    | デジタルラボシステムFRONTIER (スキャナー＆イメージプロセサー：SP-1000、レーザープリンター：LP-1000) | 世界初のデジタルミニラボ・カラープリントシステム   | 神奈川県南足柄市 | 富士フイルム株式会社               | 富士写真フイルム株式会社（現：富士フイルム株式会社）              | 富士フイルム株式会社                            | 1996年                        |
| 00221    | PC-9801                                                                                             | 日本で最も普及した16ビットパソコン                 | 東京都千代田区   | NECパーソナルコンピュータ株式会社  | 日本電気株式会社                                                  | NECパーソナルコンピュータ株式会社               | 1982年                        |
| 00222    | PC-100                                                                                              | 最早期にマウスとGUIを標準搭載                      | 東京都千代田区   | NECパーソナルコンピュータ株式会社  | 日本電気株式会社                                                  | NECパーソナルコンピュータ株式会社               | 1983年                        |
| 00223    | 油圧ショベル（ユンボ） Y35                                                                          | 国産初の油圧ショベル                               | 兵庫県明石市     | キャタピラージャパン合同会社       | 新三菱重工業株式会社 明石工場（現：キャタピラージャパン合同会社） | キャタピラージャパン合同会社                    | 1961年頃                      |
| 00224    | D60形ディジタル交換機                                                                               | 日本初の商用デジタル電子交換機                     | 東京都武蔵野市   | 日本電信電話株式会社 NTT技術史料館 | 日本電気株式会社                                                  | 日本電信電話株式会社 情報ネットワーク総合研究所 | 1981年                        |
| 00225    | ピッチ系炭素繊維 ダイアリード DIALEAD                                                               | 世界で初めて量産に成功                             | 香川県坂出市     | 三菱ケミカル株式会社               | 三菱化成工業株式会社（現：三菱ケミカル株式会社）                  | 三菱ケミカル株式会社                            | 1999年                        |

- 八木・宇田アンテナ
- NEC PC-9801UV

### 第10回（2017年）

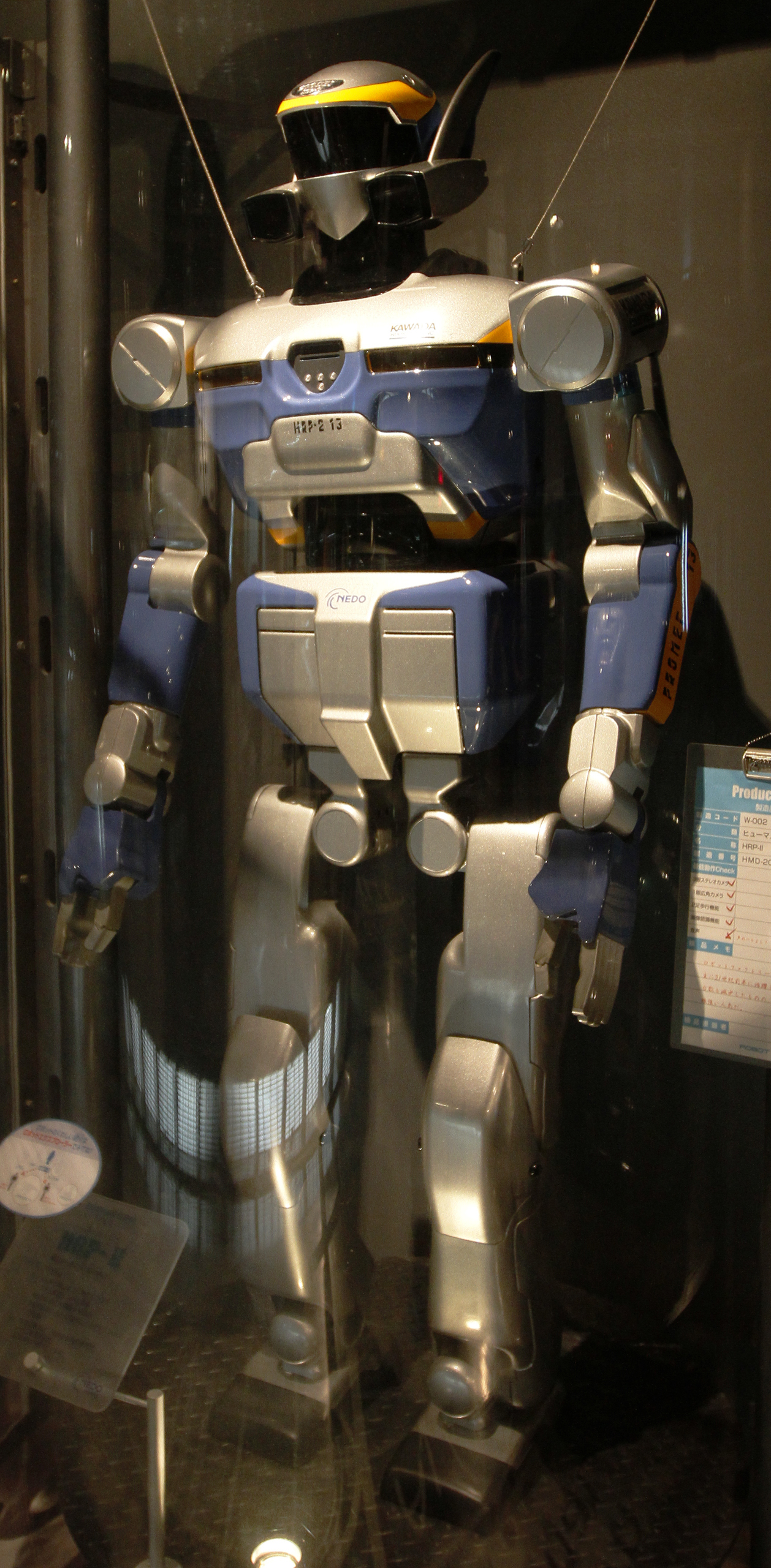
HRP-2

| 登録番号 | 名称                                                | 理由                                                           | 所在地             | 所在施設                                                  | 制作者 | 所有者                                                    | 制作年                   |
| -------- | --------------------------------------------------- | -------------------------------------------------------------- | ------------------ | --------------------------------------------------------- | --- | --------------------------------------------------------- | ------------------------ |
| 00226    | 36型 HD（ハイビジョン）トリニトロンテレビ KW-3600HD | 最初期の家庭用高輝度ハイビジョン受像機                         | 宮城県多賀城市     | 三井倉庫サプライチェーン株式会社                          | ソニー株式会社 | ソニー株式会社                                            | 1990年                   |
| 00227    | HRP-2 PROMET（プロメテ）                            | 人と一緒に働くヒト型ロボット                                   | 東京都中央区       | カワダロボティクス株式会社                                | 川田工業株式会社（現：カワダロボティクス株式会社）独立行政法人産業技術総合研究所（現：国立研究開発法人産業技術総合研究所） | カワダロボティクス株式会社                                | 2003年                   |
| 00228    | 三六式無線電信機                                    | 世界最高性能を誇った無線電信機                                 | 神奈川県横須賀市   | 公益財団法人三笠保存会                                    | 山田 寿二 | 公益財団法人三笠保存会                                    | 1959～1960年頃（複製年） |
| 00229    | フジカラーREALA                                     | 世界初の第四の感色層を有するカラーネガフィルム                 | 神奈川県南足柄市   | 富士フイルム株式会社                                      | 富士写真フイルム株式会社（現：富士フイルム株式会社）                                                                       | 富士フイルム株式会社                                      | 1989年                   |
| 00230    | NE式携帯用写真電送装置                              | 世界最高性能の国産写真電送装置                                 | 千葉県市川市       | 郵政博物館資料センター                                    | 日本郵政株式会社 | 日本郵政株式会社                                          | 1936年                   |
| 00231    | 全電子式時分割形交換機 AO-1                         | 電子化、デジタル化の嚆矢となった日本初の全電子式時分割形交換機 | 埼玉県さいたま市   | 芝浦工業大学                                              | 秋山 稔・尾佐竹 徇 | 芝浦工業大学                                              | 1958年                   |
| 00232    | C400形クロスバ交換機                                | 電話加入の積滞解消を実現した高機能クロスバ交換機               | 東京都武蔵野市     | 日本電信電話株式会社 情報ネットワーク総合研究所           | 日本電気株式会社、株式会社日立製作所、富士通株式会社、沖電気工業株式会社                                                   | 日本電信電話株式会社 情報ネットワーク総合研究所           | 1965年                   |
| 00233    | フレットミル（粉砕機ローラー）                      | 近代の建設技術を拓いたセメント製造設備                         | 東京都江東区       | アサノコンクリート株式会社                                | 不明 | 太平洋セメント株式会社                                    | 1875～1882年頃           |
| 00234    | セメント製造用蒸気機関                              | 近代の建設技術を拓いたセメント製造用動力機器                   | 山口県山陽小野田市 | 太平洋セメント株式会社                                    | 大阪砲兵工廠 | 太平洋セメント株式会社                                    | 1882～1883年             |
| 00235    | 旧小野田セメント製造株式会社竪窯                    | 近代の建設技術を拓いた唯一完存するセメント製造竪窯             | 山口県山陽小野田市 | 太平洋セメント株式会社                                    | セメント製造会社（現：太平洋セメント株式会社）                                                                             | 太平洋セメント株式会社                                    | 1882～1883年             |
| 00236    | 高圧法低密度ポリエチレンのパイロット試験資料        | ポリエチレン製造技術開発の先駆的資料                           | 京都府宇治市       | 京都大学化学研究所                                        | 京都大学化学研究所 | 京都大学化学研究所                                        | 1951～1954年             |
| 00237    | 上下反転自由プラウ 1頭7分曳                         | 20世紀後半の北海道開拓に活躍した国産プラウ                     | 北海道空知郡       | 土の館                                                    | スガノ農機株式会社 | 所有者：土の館 管理者：スガノ農機株式会社                 | 1952年                   |
| 00238    | プラスチックプラウ GY16×4                           | 北海道農業の大規模化に合わせ独自開発した高性能プラウ           | 北海道空知郡       | 土の館                                                    | スガノ農機株式会社 | 所有者：土の館 管理者：スガノ農機株式会社                 | 1972年                   |
| 00239    | 高力率型交流アーク溶接機 LAW-300-3型                | 進相コンデンサで省電力を実現したアーク溶接機                   | 大阪府豊中市       | パナソニック スマートファクトリーソリューションズ株式会社 | 松下電器産業株式会社（現：パナソニック スマートファクトリーソリューションズ株式会社）                                      | パナソニック スマートファクトリーソリューションズ株式会社 | 1961年                   |
| 00240    | トランジスタ式直流溶接電源 TR-800                   | パワー・トランジスタでアーク溶接技術の発展に貢献               | 兵庫県神戸市       | 株式会社ダイヘン                                          | 大阪変圧器株式会社（現：株式会社ダイヘン）                                                                                 | 株式会社ダイヘン                                          | 1980年                   |

- HRP-2

### 第11回（2018年）

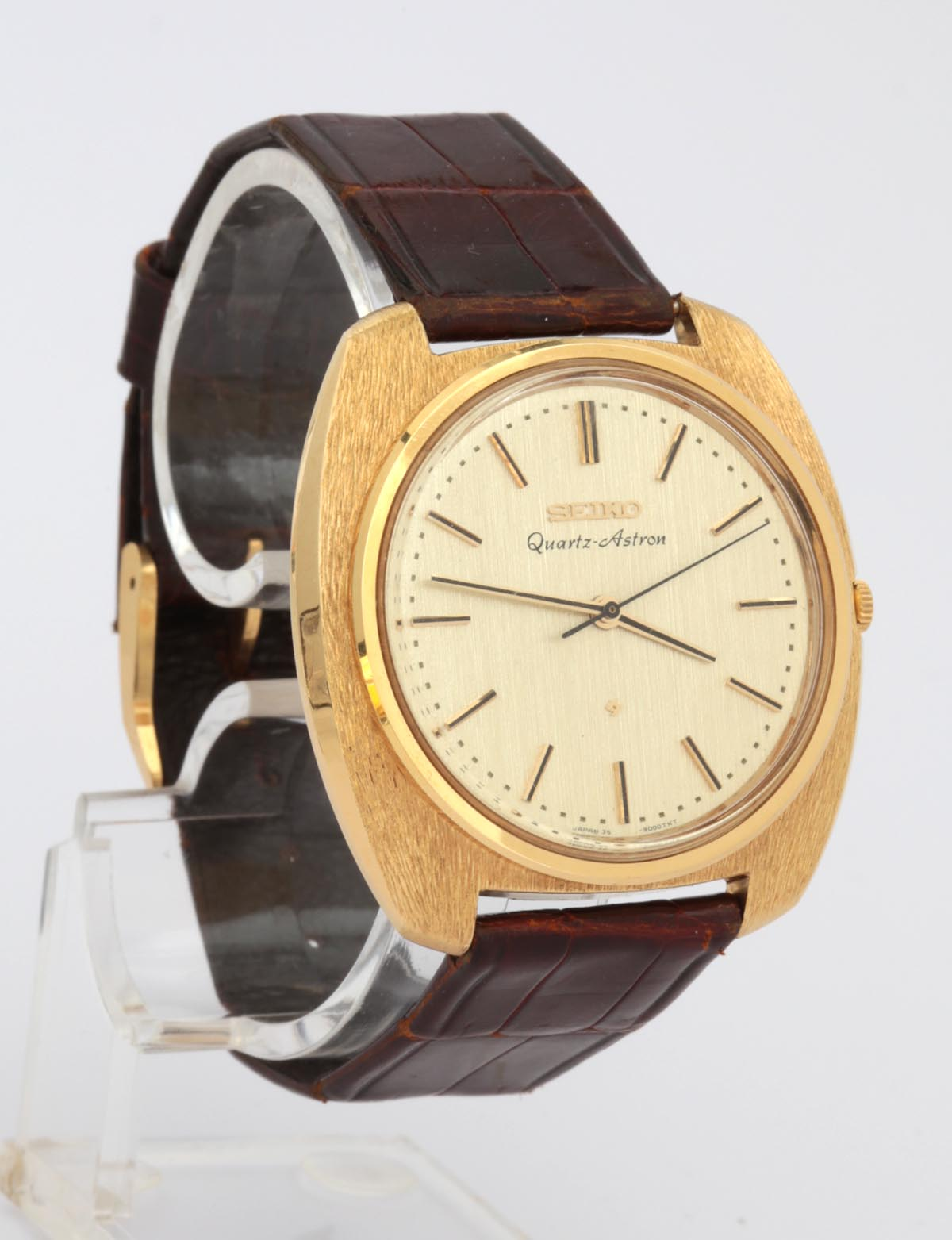
クオーツアストロン35SQ

| 登録番号 | 名称                                                                 | 理由                                                                 | 所在地             | 所在施設                                      | 制作者 | 所有者                                                       | 制作年        |
| -------- | -------------------------------------------------------------------- | -------------------------------------------------------------------- | ------------------ | --------------------------------------------- | --- | ------------------------------------------------------------ | ------------- |
| 00241    | FACOM128Bおよび関連資料                                              | 日本のコンピュータ黎明期を牽引したリレー式計算機                     | 静岡県沼津市       | 富士通株式会社                                | 富士通信機製造株式会社 (現：富士通株式会社)                                                                                       | 富士通株式会社                                               | 1959年        |
| 00242    | ボトル自販機 V-63                                                    | 広く日本国内に普及した飲料用自販機                                   | 東京都港区         | コカ･コーラ ボトラーズジャパン株式会社        | 新三菱重工業株式会社（現：三菱重工業株式会社）                                                                                    | コカ･コーラ ボトラーズジャパン株式会社                       | 1962-1969年頃 |
| 00243    | FinePix4700Z                                                         | 世界初のハニカム構造CCD搭載デジカメ                                  | 東京都港区         | 富士フイルム株式会社                          | 富士写真フイルム株式会社（現：富士フイルム株式会社）                                                                              | 富士フイルム株式会社                                         | 2000年        |
| 00244    | ヘリカルスキャン試行実験天板                                         | ヘリカルスキャン方式CTの実現に道を開いた実験器具                     | 愛知県豊明市       | 藤田保健衛生大学                              | 藤田保健衛生大学 衛生学部 診療放射線学科                                                                                          | 藤田保健衛生大学                                             | 1988年        |
| 00245    | 小型オープンリール・テープレコーダ RQ-303「マイソニック」            | テープレコーダ市場を大きく拡大した1万円テレコ                        | 大阪府門真市       | パナソニック株式会社 パナソニックミュージアム | 松下電器産業株式会社（現：パナソニック株式会社）                                                                                  | パナソニック株式会社                                         | 1963年        |
| 00246    | アイソレートループ方式オープンリール・テープデッキ RS-1500U          | ユニークなテープパス系とDD大径キャプスタンを装備した高級テープデッキ | 大阪府門真市       | パナソニック株式会社 パナソニックミュージアム | 松下電器産業株式会社（現：パナソニック株式会社）                                                                                  | パナソニック株式会社                                         | 1976年        |
| 00247    | 最高級写真顕微鏡 ニューバノックスAHBS                                | 世界初のAFを含む自動化を実現した画期的顕微鏡システム                 | 東京都八王子市     | オリンパス技術歴史館「瑞古洞」                | オリンパス光学工業株式会社 (現：オリンパス株式会社)                                                                               | オリンパス株式会社                                           | 1983年        |
| 00248    | CF方式光学系研究用生物顕微鏡 バイオフォト                            | 世界初のCF方式光学系による顕微鏡性能の飛躍的向上                     | 東京都港区         | ニコンミュージアム                            | 日本光学工業株式会社 （現：株式会社ニコン）                                                                                       | 株式会社ニコン                                               | 1976年        |
| 00249    | 油圧ショベルUH03                                                     | 操作性と動作速度が大幅アップ                                         | 茨城県土浦市       | 日立建機株式会社                              | 日立建機株式会社 | 日立建機株式会社                                             | 1965年        |
| 00250    | 磁石式手動交換機                                                     | 日本における最古の交換機形式を残した磁石式電話交換機                 | 東京都武蔵野市     | 日本電信電話株式会社 NTT技術史料館            | 東京電気通信工作工場 | 日本電信電話株式会社 情報ネットワーク総合研究所              | 1961年        |
| 00251    | カーボンロール CARBOLEADER                                           | 世界最長クラスのカーボンクラッドメッキロール                         | 千葉県白井市       | サンレイ工機株式会社                          | 三菱樹脂株式会社(現：三菱ケミカル株式会社)、サンレイ工機株式会社                                                                  | 三菱ケミカル株式会社、サンレイ工機株式会社                   | 2012年        |
| 00252    | クーリッジＸ線管Ｕ型                                                 | 独自の工夫で取扱いを改善した初期のX線管                              | 福岡県福岡市       | 九州大学                                      | 東京電気株式会社（現：キヤノン電子管デバイス株式会社）                                                                            | 国立大学法人九州大学                                         | 1925年頃      |
| 00253    | 医療用Ｘ線装置「ダイアナ号」および関連装置                           | 最初期の医療用X線装置                                                | 京都府京都市       | 島津製作所 創業記念資料館                     | 株式会社島津製作所 | 所有者：株式会社島津製作所 管理者：島津製作所 創業記念資料館 | 1920-23年     |
| 00254    | 日立705形自動分析装置                                                | 臨床検査に適した小型化、高効率化を実現した自動分析装置               | 茨城県ひたちなか市 | 株式会社日立ハイテクノロジーズ                | 株式会社日立製作所 | 株式会社日立ハイテクノロジーズ                               | 1983年        |
| 00255    | 世界初の病院検査室用自動検体搬送「ベルトラインシステム」             | 病院検査部職員自らの手で世界に先駆け開発                             | 高知県南国市       | 国立大学法人高知大学医学部附属病院            | 高知医科大学附属病院検査部職員 | 国立大学法人高知大学医学部附属病院                           | 1984年        |
| 00256    | 壁掛セパレート型エアコン MS-22SA                                     | 現場の技術開発で薄型化を実現                                         | 静岡県静岡市       | 三菱電機株式会社                              | 三菱電機株式会社 | 三菱電機株式会社                                             | 1968年        |
| 00257    | ロータリーコンプレッサ B型シリーズ                                   | 国内最初期のエアコン用ロータリーコンプレッサ                         | 静岡県富士市       | 東芝キヤリア株式会社                          | 東京芝浦電気株式会社（現：株式会社 東芝）                                                                                         | 東芝キヤリア株式会社                                         | 1969年        |
| 00258    | セイコー クオーツアストロン35SQ                                      | 世界初のクオーツ式腕時計                                             | 長野県塩尻市       | セイコーエプソン株式会社                      | 開発・製造： 株式会社諏訪精工舎（現：セイコーエプソン株式会社） 販売： 株式会社服部時計店（現：セイコーホールディングス株式会社） | セイコーエプソン株式会社                                     | 1969年        |
| 00259    | 世界初多局受信型アナログ電波修正時計「シチズン電波時計（Cal.7400）」 | 世界で初めて多局受信機能を搭載した電波腕時計                         | 東京都西東京市     | シチズン時計株式会社                          | シチズン時計株式会社 | シチズン時計株式会社                                         | 1993年        |

- クオーツアストロン35SQ

### 第12回（2019年）

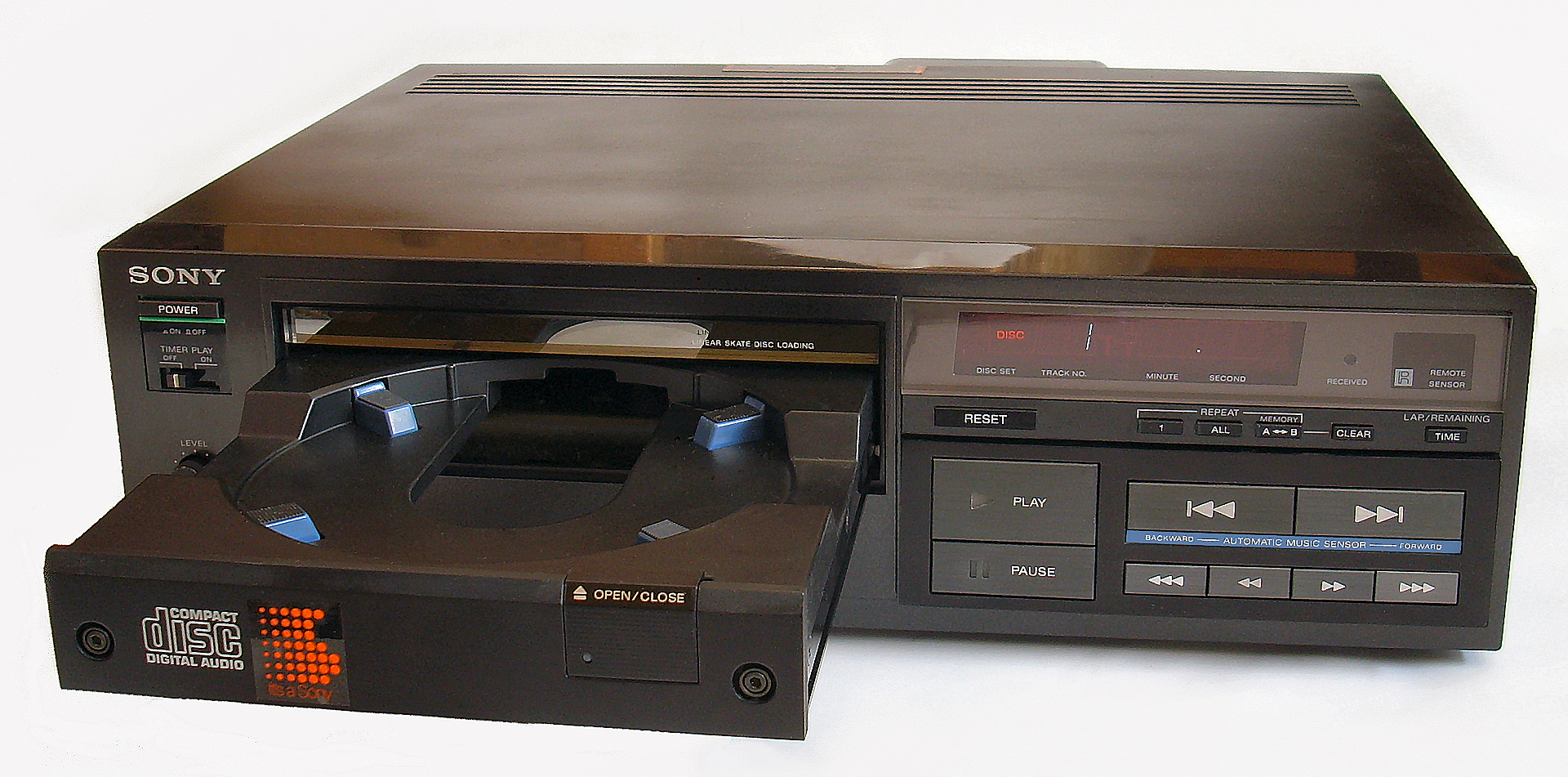
ソニー CDP-101
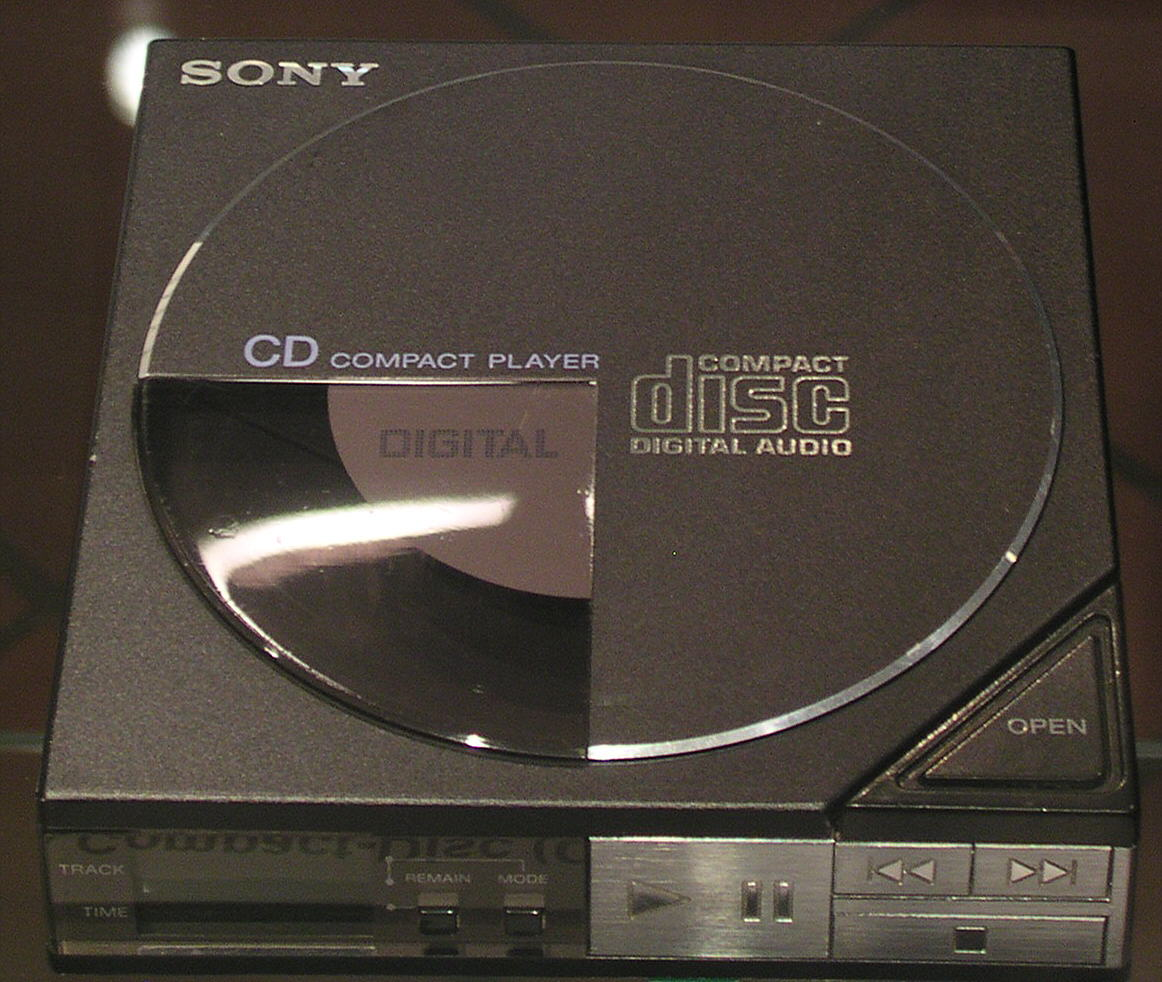
ソニー D-50

| 登録番号 | 名称 | 理由                                                                            | 所在地                 | 所在施設                                     | 制作者 | 所有者                                          | 制作年   |
| -------- | --- | ------------------------------------------------------------------------------- | ---------------------- | -------------------------------------------- | --- | ----------------------------------------------- | -------- |
| 00260    | 発酵アルコールもろみ蒸留塔                                                                              | 日本の工業と農業を振興した発酵アルコール                                        | 鹿児島県出水市         | 日本アルコール産業株式会社                   | 国営アルコール工場（現：日本アルコール産業株式会社）                                                                              | 日本アルコール産業株式会社                      | 1938年   |
| 00261    | 発酵アルコールの蒸留塔棚段                                                                              | 日本の工業と農業を振興した発酵アルコール                                        | 静岡県磐田市           | 日本アルコール産業株式会社                   | 国営アルコール工場（現：日本アルコール産業株式会社）                                                                              | 日本アルコール産業株式会社                      | 1939年   |
| 00262    | セルロイド圧搾用試験機                                                                                  | プラスチックの原点・セルロイドの品質管理に貢献                                  | 兵庫県姫路市           | 株式会社ダイセル                             | 国栄機械製作所（現：グローリー株式会社）                                                                                          | 株式会社ダイセル                                | 1954年   |
| 00263    | 無菌注射器 ジンタンシリンジ 5mL                                                                         | 医療現場の感染対策と採血業務の効率化に貢献                                      | 神奈川県足柄上郡中井町 | テルモ株式会社                               | 仁丹体温計株式会社（現：テルモ株式会社）                                                                                          | テルモ株式会社                                  | 1963年   |
| 00264    | 自動血球計数装置 CC-1001                                                                                | 日本独自に開発した技術により血球計数の真の自動化を開拓                          | 兵庫県神戸市           | シスメックス株式会社 ソリューションセンター  | 東亞医用電子株式会社（現：シスメックス株式会社）                                                                                  | シスメックス株式会社                            | 1963年   |
| 00265    | インバータ駆動エアコン(RAS-225PKHV)                                                                     | 世界初の家庭用インバータ・エアコン                                              | 静岡県富士市           | 東芝キヤリア株式会社                         | 東京芝浦電気株式会社（現：株式会社 東芝）                                                                                         | 東芝キヤリア株式会社                            | 1981年   |
| 00266    | PAM制御インバータエアコン(RAS-501HX2)                                                                   | 世界初のPAM制御インバータ家庭用エアコン                                         | 栃木県栃木市           | 日立ジョンソンコントロールズ空調株式会社     | 株式会社日立製作所 | 日立ジョンソンコントロールズ空調株式会社        | 1997年   |
| 00267    | 液晶デジタルクオーツ腕時計「セイコークオーツLC V.F.A. 6LC」                                             | 世界初6桁液晶表示の腕時計                                                       | 東京都墨田区           | セイコーミュージアム                         | 開発・製造： 株式会社諏訪精工舎（現：セイコーエプソン株式会社） 販売： 株式会社服部時計店（現：セイコーホールディングス株式会社） | セイコーホールディングス株式会社                | 1973年   |
| 00268    | 太陽電池アナログクオーツ腕時計「シチズン クオーツ クリストロン ソーラーセル」Cal.8629-7J                | 世界初の太陽電池式アナログクオーツ腕時計                                        | 東京都西東京市         | シチズン時計株式会社                         | シチズン時計株式会社 | シチズン時計株式会社                            | 1976年   |
| 00269    | カシオ耐衝撃デジタルクオーツ腕時計「カシオ ヘビー デューティースポーツ DW-5000C」（G-SHOCK）            | 驚異の耐衝撃性を備えた最初のG-SHOCK                                             | 東京都世田谷区         | 樫尾俊雄発明記念館                           | カシオ計算機株式会社 | カシオ計算機株式会社                            | 1983年   |
| 00270    | 世界初コンパクトディスクプレーヤー CDP-101                                                              | CDの世界を開いたプレーヤー 一号機                                               | 東京都港区             | ソニー株式会社                               | ソニー株式会社 | ソニー株式会社                                  | 1982年   |
| 00271    | 世界初ポータブルCDプレーヤー D-50                                                                       | CD普及の起爆剤となったポータブルCDプレーヤー                                    | 東京都港区             | ソニー株式会社                               | ソニー株式会社 | ソニー株式会社                                  | 1984年   |
| 00272    | 世界初の光ファイバ通信実験に用いられた変調素子（ADP結晶）                                               | 光ファイバ通信時代の幕開け                                                      | 東京都目黒区           | 東京工業大学博物館                           | 東京工業大学 末松安晴研究室 | 東京工業大学博物館                              | 1963年   |
| 00273    | 4心光ファイバケーブル                                                                                   | 世界で初めて実用化された光ファイバケーブル                                      | 千葉県市原市           | 古河電気工業株式会社                         | 古河電気工業株式会社 | 古河電気工業株式会社                            | 1974年   |
| 00274    | VAD法光ファイバ母材製造装置                                                                             | 日本で開発された光ファイバ量産製法                                              | 東京都武蔵野市         | NTT技術史料館                                | 早川鉄工所 | 日本電信電話株式会社 情報ネットワーク総合研究所 | 1977年頃 |
| 00275    | F-32M-1形端局中継装置                                                                                   | 世界で初めて商用化されたF-32M方式端局中継装置                                   | 東京都武蔵野市         | NTT技術史料館                                | 日本電気株式会社 | 日本電信電話株式会社 情報ネットワーク総合研究所 | 1981年   |
| 00276    | 碧素アンプル                                                                                            | 日本のペニシリン開発の証                                                        | 岐阜県各務原市         | 内藤記念くすり博物館                         | 製造：森永食糧工業株式会社（現：森永製菓株式会社） 取扱：森永薬品株式会社（現：森永製菓株式会社）                                 | 公益財団法人 日本感染症医薬品協会               | 1944年   |
| 00277    | 碧素製造許可申請書                                                                                      | 知られざる日本のペニシリン開発                                                  | 東京都中央区           | 明治ホールディングス株式会社                 | 明治産業株式会社[1943年12月15日～1947年4月29日の間の明治製菓株式会社 の社名]（現：Meiji Seika ファルマ株式会社）                  | 明治ホールディングス株式会社                    | 1945年   |
| 00278    | ハンザ・キヤノン                                                                                        | 日本の小型精密カメラの出発点となった機種                                        | 東京都千代田区         | 一般財団法人 日本カメラ財団 日本カメラ博物館 | 精機光学研究所（現：キヤノン株式会社）                                                                                            | 一般財団法人 日本カメラ財団                     | 1935年   |
| 00279    | アサヒフレックスⅠ型                                                                                     | 国産35ミリ一眼レフカメラの原点                                                  | 東京都千代田区         | 一般財団法人 日本カメラ財団 日本カメラ博物館 | 旭光学工業株式会社（現：リコーイメージング株式会社）                                                                              | 一般財団法人 日本カメラ財団                     | 不明     |
| 00280    | ニコンF                                                                                                 | 世界が認めた一眼レフカメラの完成形                                              | 東京都港区             | 株式会社ニコン ニコンミュージアム            | 日本光学工業株式会社（現：株式会社ニコン）                                                                                        | 株式会社ニコン                                  | 1959年   |
| 00281    | 【 モーターコア打抜き金型 】（1）超高速金型（2）自動積層金型 MAC (Mitsui Automatic Core Assembly) 1号機 | 家電用モーターの量産を支えた金型技術                                            | 福岡県北九州市         | 株式会社三井ハイテック                       | 株式会社三井ハイテック | 株式会社三井ハイテック                          | 1975年   |
| 00282    | 電子オルガン D-1（エレクトーン）                                                                        | 日本の電子楽器の技術と音楽教育の原点となった電子オルガン                        | 静岡県浜松市           | ヤマハ株式会社                               | 日本楽器製造株式会社（現：ヤマハ株式会社）                                                                                        | ヤマハ株式会社                                  | 1959年   |
| 00283    | プログラマブル・リズムマシン リズム・コンポーザー TR-808                                                | 1曲分のリズムを自由にプログラムでき、音楽シーンに大きな影響を与えたリズムマシン | 静岡県浜松市           | ローランド・ミュージアム                     | ローランド株式会社 | ローランド株式会社                              | 1980年   |
| 00284    | デジタルシンセサイザー DX7                                                                              | 表現力豊かなFM音源を搭載し、音楽シーンを変えたデジタルシンセサイザー            | 静岡県浜松市           | ヤマハ株式会社                               | 日本楽器製造株式会社（現：ヤマハ株式会社）                                                                                        | ヤマハ株式会社                                  | 1983年   |
| 00285    | 【 FM音源LSI 】（1）YM3526（2）YMU757                                                                   | マルチメディアや携帯電話に高音質なメロディー音をもたらしたFM音源チップ          | 静岡県浜松市           | ヤマハ株式会社                               | (1)日本楽器製造株式会社（現：ヤマハ株式会社） (2)ヤマハ株式会社                                                                   | ヤマハ株式会社                                  | 2000年   |

- ソニー CDP-101
- ソニー D-50

### 第13回（2020年）
| 登録番号 | 名称 | 理由                                                         | 所在地         | 所在施設                                     | 制作者 | 所有者                                       | 制作年                        |
| -------- | --- | ------------------------------------------------------------ | -------------- | -------------------------------------------- | --- | -------------------------------------------- | ----------------------------- |
| 00286    | 【世界最初期の工業規模低圧法高密度ポリエチレン製造装置】 (1)低圧法高密度ポリエチレン重合器 (2)エチレンプラントの原料フィードポンプ (3)エチレンプラント2号機のコンプレッサー用パワーピストン | 世界最初期の工業規模の低圧法ポリエチレン製造装置             | 山口県玖珂郡   | 三井化学株式会社                             | (1)神鋼ファウドラー (2)Ingersoll-Rand（インガソール・ランド社） (3)三井-トマッセン                                                | 三井化学株式会社                             | (1)1958年 (2)1958年 (3)1962年 |

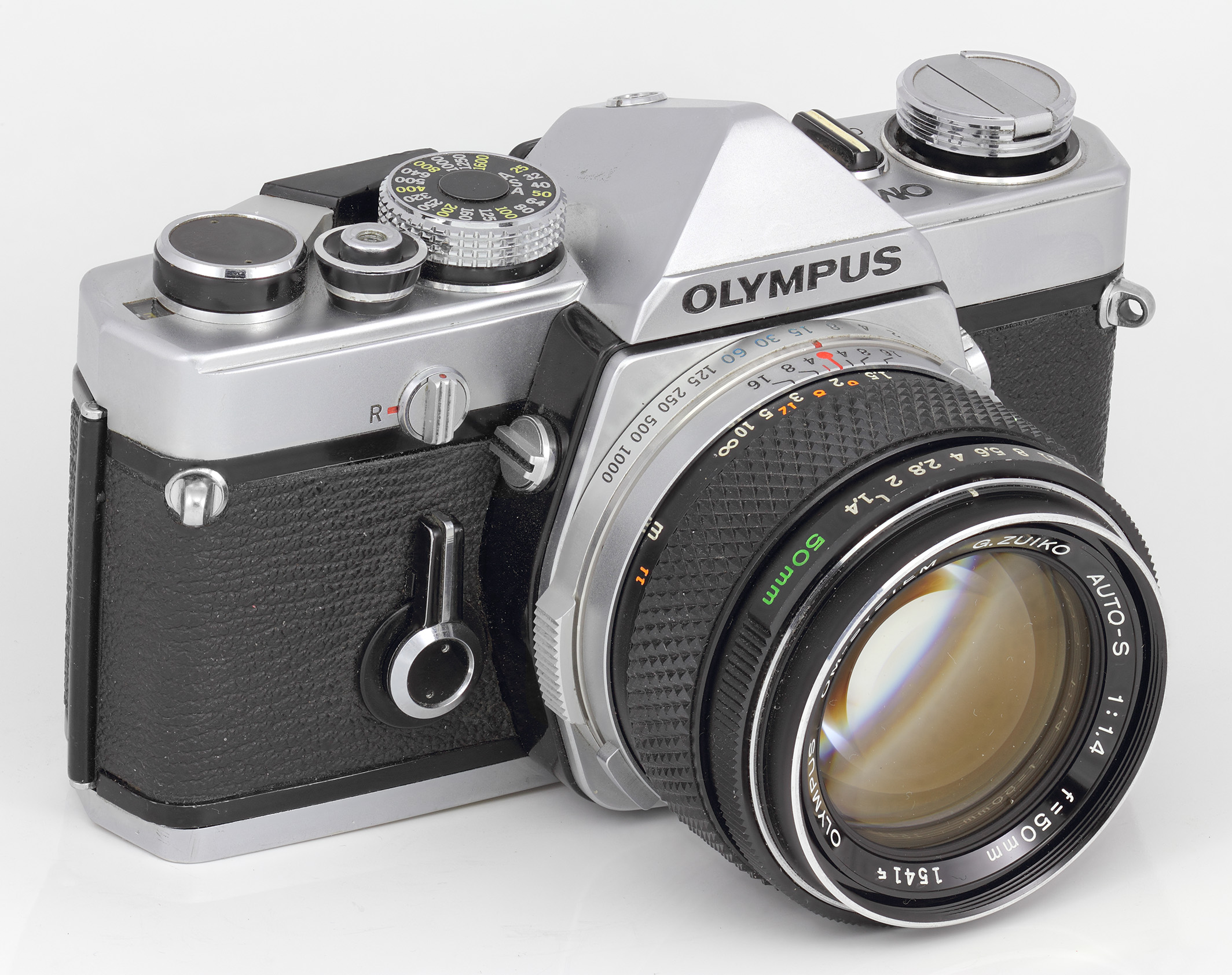
オリンパス OM-1
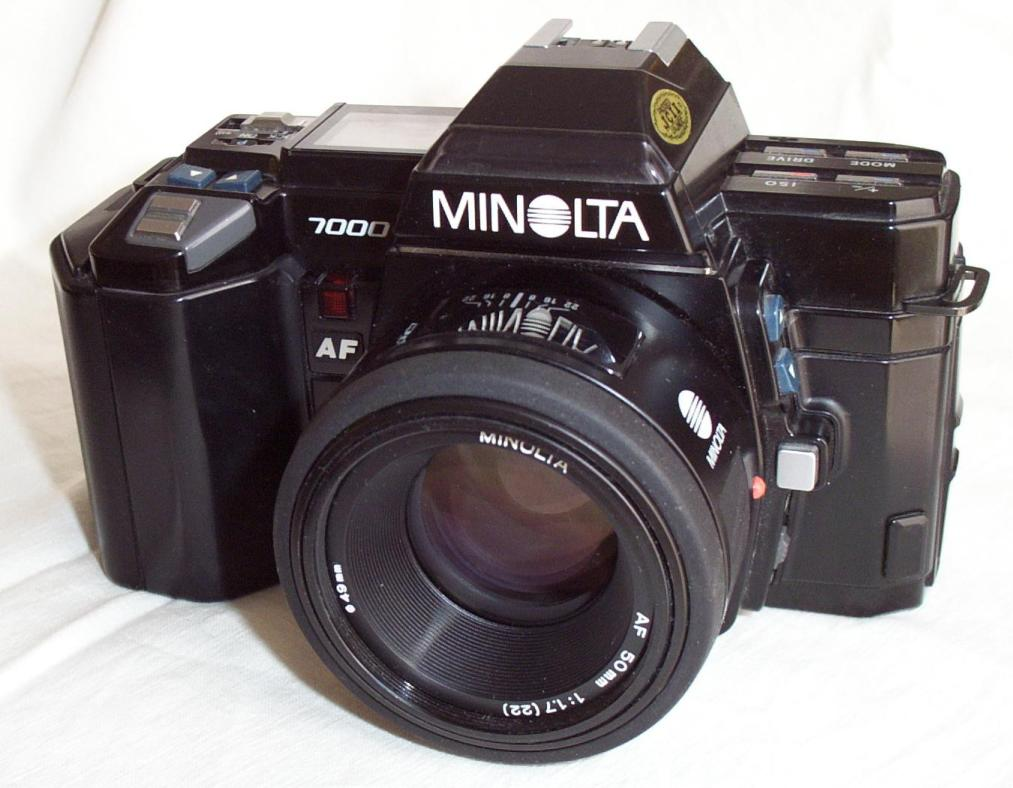
ミノルタ α-7000

| 00287    | 薄型エアコン 霧ヶ峰 MS-22RJ | 薄さのインパクトでスペースを確保                             | 静岡県静岡市   | 三菱電機株式会社                             | 三菱電機株式会社 | 三菱電機株式会社                             | 1975年                        |
| 00288    | トプコン REスーパー | 「TTL開放測光露出計」を初めて内蔵した一眼レフ                | 東京都千代田区 | 一般財団法人 日本カメラ財団 日本カメラ博物館 | 東京光学機械株式会社（現：株式会社トプコン）                                                                                      | 一般財団法人 日本カメラ財団 日本カメラ博物館 | 1963年                        |
| 00289    | オリンパス OM-1（発売当初の名称は「M-1」） | 一眼レフの小型・軽量化をリードした革新的設計のシステムカメラ | 東京都八王子市 | オリンパス株式会社 オリンパスミュージアム    | オリンパス光学工業株式会社（現：オリンパス株式会社）                                                                              | オリンパス株式会社                           | 不明（初出1972年）            |
| 00290    | ミノルタα-7000 | 本格的オートフォーカス一眼レフの先駆者                       | 東京都八王子   | コニカミノルタウイズユー株式会社             | ミノルタ株式会社（現：コニカミノルタ株式会社）                                                                                    | コニカミノルタウイズユー株式会社             | 1985年                        |
| 00291    | ドンカマチック DA-20 | 国産初のリズムボックス市販機                                 | 静岡県浜松市   | 浜松市楽器博物館                             | 株式会社 京王技術研究所（現：株式会社コルグ）                                                                                     | 株式会社コルグ                               | 1963年                        |
| 00292    | カシオトーン 201 | 独自の音源技術と低価格で音楽人口を拡大した電子キーボード     | 東京都世田谷区 | 樫尾俊雄発明記念館                           | カシオ計算機株式会社 | カシオ計算機株式会社                         | 1980年                        |
| 00293    | 吉田肉腫 (YS-TC細胞 TKG 0654) | 抗癌薬研究に世界で初めて細胞生物学を導入                     | 宮城県仙台市   | 東北大学加齢医学研究所                       | 東北大学加齢医学研究所 | 吉田 富三                                    | 1989年保管                    |
| 00294    | MPEG2デコーダ LSI 「TC81201F」 | DVDプレーヤ開発での最重要キーパーツの一つ                    | 神奈川県川崎市 | 東芝未来科学館                               | 株式会社 東芝 | 株式会社 東芝                                | 1996年                        |
| 00295    | DVDプレーヤ「SD-3000」 | DVD時代の幕開けを告げた記念碑的DVDプレーヤ                   | 神奈川県川崎市 | 東芝未来科学館                               | 株式会社 東芝 | 株式会社 東芝                                | 1996年                        |
| 00296    | DVDプレーヤ「DVD-A300」 | 世界で最初に発売されたDVDプレーヤの一つ                      | 大阪府門真市   | パナソニックミュージアム ものづくりイズム館  | 松下電器産業株式会社（現：パナソニック株式会社）                                                                                  | パナソニック株式会社                         | 1996年                        |
| 00297    | MIDI 1.0 規格書 | 電子楽器間の接続を統一し世界的普及をもたらした標準規格       | 東京都千代田区 | 一般社団法人音楽電子事業協会                 | ヤマハ、カワイ、コルグ、ローランド、シーケンシャル・サーキット 5社の協議により規格策定                                            | 一般社団法人音楽電子事業協会                 | 1984年                        |
| 00298    | デスクトップ・ミュージック・システム「ミュージくん（DM-32N）」 | パソコンによる音楽制作環境を一般ホビー層に広げたバンドル製品 | 静岡県浜松市   | ローランド・ミュージアム                     | ローランド株式会社 | ローランド株式会社                           | 1988年                        |
| 00299    | スパイラル水晶掛時計 SPX-961 | 世界初の家庭用クオーツ掛時計                                 | 東京都中央区   | セイコーミュージアム 銀座                    | 開発・製造：服部時計店工場精工舎（現：セイコークロック株式会社） 販売：株式会社服部時計店（現：セイコーホールディングス株式会社） | セイコーホールディングス株式会社             | 1968年                        |
| 00300    | 音声報時ピラミッドトーク DA571（QEK101） | 時代を席巻したピラミッド型音声クロック                       | 東京都中央区   | セイコーミュージアム 銀座                    | 開発・製造：株式会社精工舎（現：セイコークロック株式会社） 販売：株式会社服部セイコー（現：セイコーホールディングス株式会社）     | セイコーホールディングス株式会社             | 1984年                        |
| 00301    | 超超薄型掛時計 HS301 | 超薄、超高精度を実現したインテリア掛時計                     | 東京都中央区   | セイコーミュージアム 銀座                    | 開発・製造：株式会社精工舎（現：セイコークロック株式会社） 販売：株式会社服部セイコー（現：セイコーホールディングス株式会社）     | セイコーホールディングス株式会社             | 1989年                        |

- オリンパス OM-1
- ミノルタ α-7000

### 第14回（2021年）
| 登録番号 | 名称                                                                                          | 理由                                                            | 所在地           | 所在施設                                   | 制作者 | 所有者                                          | 制作年                                     |
| -------- | --------------------------------------------------------------------------------------------- | --------------------------------------------------------------- | ---------------- | ------------------------------------------ | --- | ----------------------------------------------- | ------------------------------------------ |
| 302      | フィッシャー・トロプシュ法による人造石油 合成触媒、試作品および関連資料                       | 液体炭化水素を石炭や天然ガスから合成                            | 京都府宇治市     | 京都大学化学研究所                         | 京都大学化学研究所                                                                                            | 京都大学化学研究所                              | 1937年～1939年頃                           |
| 303      | フィッシャー・トロプシュ法による人造石油工業化資料                                            | 液体炭化水素を石炭や天然ガスから量産                            | 北海道滝川市     | 滝川市郷土館                               | 北海道人造石油株式会社 等                                                                                     | 滝川市                                          | 1938年～1953年                             |
| 304      | 野呂景義設計のコペー式コークス炉（垂直焔道式コークス炉）                                      | 我が国コークス炉技術発展のルーツ                                | 岩手県釜石市     | 日本製鉄株式会社 東日本製鉄所 釜石地区     | 釜石鉱山田中製鐵所                                                                                            | 日本製鉄株式会社 東日本製鉄所                   | 1893年（建設開始）～1894年（完成）         |
| 305      | 横置きスクロール圧縮機搭載ルームエアコン コンパクト室外機(CU-G25V)                            | スマートな外観・低騒音化・コンパクト化で設置性が向上            | 滋賀県草津市     | パナソニック株式会社 アプライアンス社      | 松下電器産業株式会社（現：パナソニック株式会社）                                                              | パナソニック株式会社 アプライアンス社           | 1993年                                     |
| 306      | シチズン エクシードCal．1930                                                                  | 世界初IC内温度補正機能搭載クオーツ腕時計                        | 東京都西東京市   | シチズン時計株式会社                       | シチズン時計株式会社                                                                                          | シチズン時計株式会社                            | 1981年                                     |
| 307      | セイコー スプリングドライブ 7R68                                                              | 世界初のぜんまいで駆動しクオーツで制御する高精度腕時計          | 東京都中央区     | セイコーミュージアム 銀座                  | 開発・製造：セイコーエプソン株式会社 商品企画・販売：セイコー株式会社（現：セイコーホールディングス株式会社） | セイコーホールディングス株式会社                | 1999年                                     |
| 308      | カシオGPS内蔵ウオッチ “サテライトナビ” PRT-1GPJ                                               | 世界初GPS機能を内蔵したアウトドアウオッチ                       | 東京都世田谷区   | 樫尾俊雄発明記念館                         | カシオ計算機株式会社                                                                                          | カシオ計算機株式会社                            | 1999年                                     |
| 309      | 100km長VAD単一モード光ファイバ                                                                | 光通信時代を実現                                                | 東京都武蔵野市   | NTT技術史料館                              | 日本電信電話公社 茨城電気通信研究所                                                                           | 日本電信電話株式会社 情報ネットワーク総合研究所 | 1980                                       |
| 310      | キヤノン35mm一眼レフカメラ AE-1                                                               | アマチュアにも手軽に使える一眼レフカメラの登場                  | 東京都大田区     | キヤノン株式会社                           | キヤノン株式会社                                                                                              | キヤノン株式会社                                | 1976                                       |
| 311      | 天測訓練装置 （五藤式中型プラネタリウム M-1）                                                 | 天体の位置を正確に投映                                          | 東京都江東区     | 国立大学法人 東京海洋大学 越中島キャンパス | 株式会社 五藤光学研究所                                                                                       | 国立大学法人 東京海洋大学                       | 1965                                       |
| 312      | ミノルタプラネタリウム MS-10                                                                  | 夜空のきらめきを再現                                            | 東京都千代田区   | コニカミノルタ プラネタリアTOKYO           | ミノルタカメラ株式会社（現：コニカミノルタプラネタリウム株式会社）                                            | コニカミノルタプラネタリウム株式会社            | 1966                                       |
| 313      | 西村式試作プラネタリューム投影機                                                              | 国産プラネタリウム草創期の試作機                                | 岡山県津山市     | つやま自然のふしぎ館                       | 株式会社西村製作所                                                                                            | つやま自然のふしぎ館                            | 1967                                       |
| 314      | Soni-Tape シリーズ                                                                            | 日本初の磁気録音用テープ                                        | 東京都港区       | ソニーグループ株式会社                     | 東京通信工業株式会社（現：ソニーグループ株式会社）                                                            | ソニーグループ株式会社                          | 1950                                       |
| 315      | TDK製Co被着酸化鉄磁性材料 アビリン磁性粉                                                      | 世界で初めて実用化したCo被着酸化鉄磁気テープ                    | 秋田県にかほ市   | TDK株式会社 TDK歴史みらい館                | TDK株式会社                                                                                                   | TDK株式会社 TDK歴史みらい館                     | 1973                                       |
| 316      | コンピュータ用塗布型磁気テープ 富士フイルムDLT tape Ⅳ（型式名：データカートリッジ DLTⅣ FB D） | 塗布型で高密度のデジタル記録を実現                              | 神奈川県小田原市 | 富士フイルム株式会社 記録メディア研究所    | 富士写真フイルム株式会社（現：富士フイルム株式会社）                                                          | 富士フイルム株式会社 記録メディア研究所         | 1996                                       |
| 317      | 電力系統安定化システム・BSS システム関係資料・猪名川系系統安定化システム説明書                | 大規模停電を未然に防ぐ                                          | 大阪府大阪市     | 関西電力送配電株式会社                     | 三菱電機株式会社                                                                                              | 関西電力送配電株式会社                          | データ（1974年頃）、製本レプリカ（2021年） |
| 318      | オンライン系統安定度維持システム（基幹系TSCシステム）関係資料                                 | 大規模停電を未然に防ぐ                                          | 愛知県名古屋市   | 中部電力パワーグリッド株式会社             | 株式会社 東芝（現：東芝エネルギーシステムズ株式会社）（A系） 株式会社 日立製作所（B系）                       | 中部電力パワーグリッド株式会社                  | 1995                                       |
| 319      | 房総系統脱調未然防止リレーシステム                                                            | 大規模停電を未然に防ぐ                                          | 千葉県木更津市   | 東京電力パワーグリッド株式会社             | 株式会社 東芝                                                                                                 | 東京電力パワーグリッド株式会社                  | 2007                                       |
| 320      | TAOHS機構(レンズの2軸駆動メカ)（型式名：TAOHS-L）                                             | 革新的なCD用光学ヘッド駆動機構                                  | 東京都八王子市   | オリンパスミュージアム                     | オリンパス光学工業株式会社（現：オリンパス株式会社）                                                          | オリンパス株式会社                              | 1982                                       |
| 321      | コンパクトディスク用非球面プラスチックレンズ                                                  | 1兆円産業の創出に貢献したピックアップ用非球面プラスチックレンズ | 東京都八王子市   | コニカミノルタウイズユー株式会社           | 小西六写真工業株式会社（現：コニカミノルタ株式会社）                                                          | コニカミノルタウイズユー株式会社                | 1984                                       |
| 322      | 世界初のCD-R（型式名：That's CD-R）                                                           | 世界初の書き込み可能な追記型光記録メディア                      | 群馬県高崎市     | 太陽誘電株式会社 R&Dセンター               | 太陽誘電株式会社                                                                                              | 太陽誘電株式会社                                | 1989                                       |
| 323      | 転がり軸受第1号設計図（型式名：非分離型ラジオスラスト玉軸受図面）                             | 現存する日本最古のベアリング図面                                | 東京都品川区     | 日本精工株式会社                           | 日本精工株式会社                                                                                              | 日本精工株式会社                                | 1916                                       |
| 324      | トランスミッション用密封クリーン玉軸受                                                        | ベアリングの耐久性を飛躍的に向上した日本独自の発明              | 神奈川県藤沢市   | 日本精工株式会社                           | 日本精工株式会社                                                                                              | 日本精工株式会社                                | 2019年頃                                   |
| 325      | ターボチャージャー用セラミックベアリング                                                      | 世界で初めて量産化された自動車用セラミック製ベアリング          | 大阪府柏原市     | 株式会社ジェイテクト                       | 光洋精工株式会社（現：株式会社ジェイテクト）                                                                  | 株式会社ジェイテクト                            | 1998年                                     |

### 第15回（2022年）
| 登録番号 | 名称 | 理由                                                                      | 所在地         | 所在施設                                      | 制作者 | 所有者                                          | 制作年                                            |
| -------- | --- | ------------------------------------------------------------------------- | -------------- | --------------------------------------------- | --- | ----------------------------------------------- | ------------------------------------------------- |
| 326      | 直流単式電弧溶接機（PD-A）                                                                                                   | 国産化最初期の電動発電機式直流アーク溶接電源                              | 大阪府茨木市   | 大阪大学接合科学研究所                        | 株式会社日立製作所 | 大阪大学接合科学研究所                          | 1941                                              |
| 327      | トランジスタインバータ制御CO2/MAG溶接機（YD-350HF）                                                                          | 薄板溶接の高品位化に対応                                                  | 大阪府豊中市   | パナソニック コネクト株式会社                 | 松下産業機器株式会社 溶接機事業部 | パナソニック コネクト株式会社                   | 1985                                              |
| 328      | フルデジタル直流TIG溶接機（YC-300BM1）                                                                                       | 溶接施工条件を正確かつ詳細に再現                                          | 大阪府豊中市   | パナソニック コネクト株式会社                 | 松下溶接システム株式会社 | パナソニック コネクト株式会社                   | 2000                                              |
| 329      | ノクリア AS28JPZ | 世界で初めてのフィルター自動清掃機能を搭載                                | 神奈川県川崎市 | 株式会社富士通ゼネラル                        | 株式会社富士通ゼネラル | 株式会社富士通ゼネラル                          | 2003                                              |
| 330      | 【 地盤凍結装置 】 (1)地盤凍結ユニット（型式名：US110H-3） (2)凍結管（断熱限定式、削孔式実物のカットモデル） (3)口元パッカー | 安定した地盤凍結を実現                                                    | 千葉県市原市   | 株式会社精研 市原センター                     | (1)株式会社日立製作所 清水工場（現：日立ジョンソンコントロールズ空調株式会社 清水事業所) (2)株式会社精研 凍結本部 工事部 (3)株式会社精研 凍結本部 工事部 | 株式会社精研                                    | (1)1992年 (2)2000年頃 (3)2005年頃                 |
| 331      | 凍結速度制御式凍上試験機 4号機                                                                                               | 地盤凍結膨張率の任意の応力場と温度場での定量的測定を実現                  | 大阪府豊中市   | 株式会社精研 大阪支店                         | 精研冷機株式会社（現：株式会社精研） | 株式会社精研                                    | 1978                                              |
| 332      | 現場造成凍土壁の可視化システム関係資料                                                                                       | 地盤改良範囲の完全把握を実現                                              | 千葉県市原市   | 株式会社精研 市原センター                     | 株式会社精研、東京電機産業株式会社 | 株式会社精研                                    | 2000年、2004年                                    |
| 333      | 電気自転車 Electric Cycle DG-EC2                                                                                             | 製品化された電動自転車の原型                                              | 大阪府柏原市   | パナソニック サイクルテック株式会社           | ナショナル自転車工業株式会社（現：パナソニック サイクルテック株式会社）                                                                                  | パナソニック サイクルテック株式会社             | 1980                                              |
| 334      | 【 電動アシスト自転車 】 (1)電動ハイブリッド自転車 ヤマハ パス（PAS） (2)初代PASのプロト車 (3)初代PASの技術開発試作車        | 世界で初めて商品化された電動アシスト自転車                                | 静岡県磐田市   | ヤマハ発動機株式会社 コミュニケーションプラザ | (1)ヤマハ発動機株式会社 (2)ヤマハ発動機株式会社 (3)ヤマハ発動機株式会社                                                                                  | ヤマハ発動機株式会社                            | (1)1993年（1993年～1994年頃） (2)1989年 (3)1991年 |
| 335      | 4号自動式卓上電話機 | 独自の技術開発で戦後復興期のコミュニケーションを支えた                    | 東京都武蔵野市 | NTT技術史料館                                 | | 日本電信電話株式会社 情報ネットワーク総合研究所 | 1949～1962年                                      |
| 336      | 600形自動式卓上電話機 | 性能向上と量産に対応した設計で高度成長期の大量需要に対応                  | 東京都武蔵野市 | NTT技術史料館                                 | | 日本電信電話株式会社 情報ネットワーク総合研究所 | 1962～1979年                                      |
| 337      | 601形自動式卓上電話機 | 省資源化と世界市場を視野に入れた電話機                                    | 東京都武蔵野市 | NTT技術史料館                                 | | 日本電信電話株式会社 情報ネットワーク総合研究所 | 1978～1986年                                      |
| 338      | 日本初の純国産ジェットエンジン ネ２０                                                                                        | 日本独自の技術で飛行に成功                                                | 東京都昭島市   | ＩＨＩそらの未来館                            | 東京石川島造船所（現：株式会社ＩＨＩ） | 株式会社ＩＨＩ                                  | 1945年頃                                          |
| 339      | FJR710/20 ターボファンエンジン 及び 耐環境試験写真集                                                                         | 日本初の高バイパス比ターボファンエンジン                                  | 東京都昭島市   | ＩＨＩそらの未来館                            | 石川島播磨重工業株式会社（現：株式会社ＩＨＩ）、川崎重工業株式会社、三菱重工業株式会社                                                                   | 株式会社ＩＨＩ                                  | 1973                                              |
| 340      | RJ500ターボファンエンジン | 日本が主導した国際共同開発エンジン                                        | 東京都昭島市   | ＩＨＩそらの未来館                            | 石川島播磨重工業株式会社（現：株式会社ＩＨＩ）、川崎重工業株式会社、三菱重工業株式会社                                                                   | 株式会社ＩＨＩ                                  | 1982                                              |
| 341      | 3.5インチ・マイクロフロッピーディスク                                                                                        | 世界初の3.5インチ・マイクロフロッピーディスク                             | 東京都港区     | ソニーグループ株式会社                        | ソニー株式会社 | ソニーグループ株式会社                          | 1980年頃                                          |
| 342      | English-language word processor Series 35, OA-S3300                                                                          | 世界初3.5インチ・マイクロフロッピーディスク・ドライブ搭載ワードプロセッサ | 東京都港区     | ソニーグループ株式会社                        | ソニー株式会社 | ソニーグループ株式会社                          | 1980年頃                                          |
| 343      | Digital Mavica（MVC-FD5） | 3.5インチ・マイクロフロッピーディスクを搭載したデジタルカメラ             | 東京都港区     | ソニーグループ株式会社                        | ソニー株式会社 | ソニーグループ株式会社                          | 1997年頃                                          |

### 第16回（2023年）
| 登録番号 | 名称 | 理由                                                 | 所在地                            | 所在施設                                            | 制作者 | 所有者                                                            | 制作年                                                       |
| -------- | --- | ---------------------------------------------------- | --------------------------------- | --------------------------------------------------- | --- | ----------------------------------------------------------------- | ------------------------------------------------------------ |
| 344      | パインミシン 100種30型 | 国産ミシンの先駆け                                   | 東京都八王子市                    | 株式会社ジャノメ                                    | パインミシン株式会社（現株式会社ジャノメ） | 株式会社ジャノメ                                                  | 1935年頃                                                     |
| 345      | 【昭和27年再版 HA1型ミシン標準図面】 (1) 青焼き図面 (2) 複写フィルム (3) 複写紙焼き図面 | ミシン工業界全体の戦後復興・飛躍のきっかけ           | 愛知県名古屋市                    | ブラザー工業株式会社                                | ミシン工業会 ミシン技術委員会 | ブラザー工業株式会社                                              | 1952                                                         |
| 346      | HA-1型家庭用ミシン | 戦後ミシン業界の新たなスタートとなったHA-1型の代表例 | 愛知県名古屋市                    | JUKIテクノソリューションズ株式会社                  | 三菱電機株式会社(現JUKIテクノソリューションズ株式会社)                                                                                           | JUKIテクノソリューションズ株式会社                                | 1960                                                         |
| 347      | 単軸回転天秤機構搭載DDW-12型（DDW-Ⅱ型後継機種） | 日本の工業用ミシン発展の礎                           | 栃木県大田原市                    | JUKI株式会社                                        | 東京重機工業株式会社(現JUKI株式会社) | JUKI株式会社                                                      | 1962年～1964年頃                                             |
| 348      | オーバーロックMS-1型 | 日本独自の小型ロックミシン                           | 山形県山形市                      | 株式会社鈴木製作所                                  | 株式会社鈴木製作所 | 株式会社鈴木製作所                                                | 1966年～1967年頃                                             |
| 349      | ベビーロックEF-205 | 家庭用ロックミシンの先駆け                           | 東京都千代田区                    | 株式会社ベビーロック                                | 株式会社鈴木製作所 | 株式会社ベビーロック                                              | 1967                                                         |
| 350      | 【世界で初めて人工的に雪の結晶の製作に成功した研究室資料】 (1) 北海道帝国大学常時低温研究室規程施行細則 (2) 二重ガラス管（復元） (3) ウサギの腹毛 (4) 雪の結晶のレプリカ                                                      | 世界の雪・氷工学の原点                               | 北海道札幌市                      | 北海道大学低温科学研究所                            | 北海道大学 | 北海道大学低温科学研究所                                          | (1) 1936年 (2) 1992年頃 (3) 不明 (4) 1954年頃                |
| 351      | 丸型ガラス単桁蛍光表示管（試作品） | 日本独創の表示デバイスを世界へ                       | 三重県度会郡大紀町                | ノリタケ伊勢電子株式会社                            | 伊勢電子工業株式会社 （現ノリタケ伊勢電子株式会社）                                                                                              | ノリタケ伊勢電子株式会社                                          | 1966                                                         |
| 352      | 第一世代オーロラビジョン用CRT光源管試作品 | 世界初の屋外用カラー大型映像表示実用化を実証         | 長崎県西彼杵郡時津町              | 三菱電機株式会社 長崎製作所                         | 三菱電機株式会社 京都製作所 | 三菱電機株式会社 長崎製作所                                       | 1979年、1983年（三色光源管）                                 |
| 353      | 第一世代オーロラビジョン用CRT光源管 | 世界初の屋外用カラー大型映像表示を実現               | 長崎県西彼杵郡時津町              | 三菱電機株式会社 長崎製作所                         | 三菱電機株式会社 京都製作所 | 三菱電機株式会社 長崎製作所                                       | 1981年～1983年                                               |
| 354      | 【第二世代オーロラビジョン用発光素子類】 (1) 第二世代オーロラビジョン用マトリクス発光素子 (2) 第二世代屋外用高輝度型オーロラビジョンの表示ユニット                                                                            | カラー大型映像表示装置の世界的普及に貢献             | 長崎県西彼杵郡時津町              | 三菱電機株式会社 長崎製作所                         | (1) 三菱電機株式会社・伊勢電子工業（現ノリタケ伊勢電子株式会社） (2) 三菱電機株式会社                                                            | 三菱電機株式会社 長崎製作所 (1) 1986～2000年頃 (2) 1988～2000年頃 |                                                              |
| 355      | スーパーカラービジョン用発光素子CHD管 FCDH-95 (R) FCDH-95 (G) FCDH-95 (B) | 世界に先駆けて高輝度を実現                           | 神奈川県横須賀市                  | 東芝ライテック株式会社                              | 東芝ライテック株式会社 | 東芝ライテック株式会社                                            | 1989年頃                                                     |
| 356      | リコピー 101 | 国産初の露光・現像一体型の卓上複写機                 | 東京都大田区                      | 株式会社リコー                                      | 理研光学工業株式会社（現株式会社リコー） | 株式会社リコー                                                    | 1955                                                         |
| 357      | 電子リコピー BS-1 | 分厚い原稿も扱え、普及の先駆けとなった湿式複写機     | 神奈川県海老名市                  | 株式会社リコー                                      | 株式会社リコー | 株式会社リコー                                                    | 1965                                                         |
| 358      | キヤノン NP-1100 | 日本独自の技術で開発された普通紙複写機               | 東京都大田区                      | キヤノン株式会社                                    | キヤノン株式会社 | キヤノン株式会社                                                  | 1970                                                         |
| 359      | 小西六写真工業 U-BIX 480 | 国産技術で美しい画質を実現した普通紙複写機           | 東京都八王子市                    | コニカミノルタウイズユー株式会社                    | 小西六写真工業株式会社（現コニカミノルタ株式会社）                                                                                               | コニカミノルタウイズユー株式会社                                  | 1971                                                         |
| 360      | 【キヤノン ミニコピア】 (1) キヤノン PC-10 (2) キヤノン PC-20 | 世界初のカートリッジ方式によるパーソナル複写機       | (1) 東京都大田区 (2) 茨城県取手市 | (1) キヤノン株式会社 (2)キヤノン株式会社 取手事業所 | キヤノン株式会社 | キヤノン株式会社                                                  | 1982                                                         |
| 361      | リコピー FT4060 | 世界で広く生産された「F/Fエンジン」搭載の初号機      | 神奈川県海老名市                  | 株式会社リコー リコーテクノロジーセンター           | 株式会社リコー | 株式会社リコー                                                    | 1982                                                         |
| 362      | ツェッペリン飛行船骨組みの破片 | 日本でのジュラルミン開発を加速させた破片             | 愛知県名古屋市                    | 株式会社UACJ                                        | ツェッペリン飛行船製造有限会社 | 株式会社UACJ                                                      | 1910年代                                                     |
| 363      | 【日本における航空機用アルミニウム合金開発初期の資料類】 (1) 超々ジュラルミンをはじめとするアルミニウム合金開発に関する研究報告書 (2) 航空機用プロペラブレードの鍛造金型 (3) 海中から引き揚げた零式艦上戦闘機（五二型）の一部 | 日本の航空機を発展させたアルミニウム合金開発の痕跡   | 愛知県名古屋市                    | 株式会社UACJ                                        | (1) 住友伸銅所、住友合資会社伸銅所、住友銅鋼管株式会社、住友金属工業株式会社 (2) 住友金属工業株式会社 (3) 三菱重工業株式会社、中島飛行機株式会社 | 株式会社UACJ                                                      | (1) 1920年頃～1945年 (2) 1940年～1945年頃 (3) 1943年～1945年 |

### 第17回（2024年）
| 登録番号 | 名称                                                             | 理由                                                                 | 所在地         | 所在施設                                           | 制作者 | 所有者                                    | 制作年         |
| -------- | ---------------------------------------------------------------- | -------------------------------------------------------------------- | -------------- | -------------------------------------------------- | --- | ----------------------------------------- | -------------- |
| 364      | セイコー クオーツ シャリオ (Cal.5931)                            | アナログクオーツ腕時計の小型・省電力化に貢献                         | 東京都中央区   | セイコーミュージアム銀座                           | 第二精工舎（現 セイコーウオッチ株式会社） | セイコーミュージアム銀座                  | 1978           |
| 365      | プレイステーション®2 (SCPH-10000)                                | 世界初のDVD再生機能搭載家庭用ゲーム機                                | 東京都港区     | 株式会社ソニー・インタラクティブエンタテインメント | 株式会社ソニー・コンピュータエンタテインメント （現 株式会社ソニー・インタラクティブエンタテインメント）                                       | ソニーグループ株式会社                    | 2000           |
| 366      | 【 MIDI搭載シンセサイザー 】 (1) JUPITER-6 (2) JX-3P             | MIDIの可能性を実証したシンセサイザー                                 | 静岡県浜松市   | ローランド株式会社 浜松研究所                      | ローランド株式会社 | ローランド株式会社                        | 1983           |
| 367      | V2500ターボファンエンジン 及び 開発資料集                        | 日本が初めて参入した民間航空機用エンジン開発の記録                   | 東京都昭島市   | 株式会社IHI                                        | 一般財団法人日本航空機エンジン協会 | 一般財団法人日本航空機エンジン協会        | 1989           |
| 368      | ブラザーコンピューターミシン オーパス８                          | 独自技術で主要機能のマイコン制御を実現した家庭用コンピューターミシン | 愛知県名古屋市 | ブラザーミュージアム                               | ブラザー工業株式会社 | ブラザー工業株式会社                      | 1979           |
| 369      | ジャノメ メモリア                                                | 国産初の水平釜を搭載した家庭用コンピューターミシン                   | 東京都八王子市 | 株式会社ジャノメ                                   | 蛇の目ミシン工業株式会社（現 株式会社ジャノメ）                                                                                                | 株式会社ジャノメ                          | 1979           |
| 370      | 『河氷特に氷上軌道に関する研究』                                 | 世界の氷工学の礎                                                     | 愛知県名古屋市 | 名古屋大学工学図書室（建築）                       | 南満州鉄道株式会社鉄道総局建設局 | 名古屋大学                                | 1941           |
| 371      | ジャンボトロン用高輝度発光素子・トリニライト（型式名：JTS-1）    | CRTとVFDのいいとこどりの素子でクジラが入る大画面を実現               | 千葉県茂原市   | 双葉電子工業株式会社                               | ソニー株式会社・双葉電子工業株式会社 | 双葉電子工業株式会社                      | 1984           |
| 372      | 第二世代アストロビジョン用発光素子・高輝度放電管（K-DF18GRB/2A） | 高精細の放電方式発光素子                                             | 大阪府門真市   | パナソニック ホールディングス株式会社              | 松下電子工業株式会社（現 パナソニック ホールディングス株式会社）                                                                               | パナソニック ホールディングス株式会社     | 1989年頃       |
| 373      | 形彫放電加工機 Japaxtron D3                                      | 日本初の実用形彫放電加工機                                           | 埼玉県宮代町   | 日本工業大学 工業技術博物館                        | 株式会社日本放電加工研究所（現 株式会社ソディック）                                                                                            | 日本工業大学 工業技術博物館               | 1954           |
| 374      | ワイヤ放電加工機 DWC-50                                          | 日本初のワイヤ放電加工機                                             | 愛知県名古屋市 | 三菱電機株式会社 FAコミュニケーションセンター      | 三菱電機株式会社 | 三菱電機株式会社 産業メカトロニクス製作所 | 1973           |
| 375      | 形彫放電加工機 22-NC 8000                                        | 現存最古級のマイコンNC搭載形彫放電加工機                             | 埼玉県宮代町   | 日本工業大学 工業技術博物館                        | 株式会社ソディック | 日本工業大学 工業技術博物館               | 1980           |
| 376      | ワイヤ放電加工機 UPH-1                                           | φ0.03mmワイヤ自動結線を実現した高精度ワイヤ放電加工機                | 東京都目黒区   | 株式会社牧野フライス製作所                         | 株式会社牧野フライス製作所 | 株式会社牧野フライス製作所                | 1993           |
| 377      | フレキシブル透明アモルファスIGZO薄膜トランジスタ                 | 世界初のアモルファス酸化物半導体薄膜トランジスタ                     | 神奈川県横浜市 | 東京科学大学                                       | 東京工業大学 細野・神谷研究室、JST ERATO「細野透明電子活性プロジェクト」、 JST ERATO-SORST「透明酸化物のナノ構造を活用した機能開拓と応用展開」 | 東京科学大学                              | 2004           |
| 378      | パルスレーザーデポジション(PLD) 酸化物薄膜作製装置               | 酸化物TFTの実用化に貢献した卓越した材料探索ツール                    | 神奈川県横浜市 | 東京科学大学                                       | 日本真空技術株式会社（現 株式会社アルバック）                                                                                                  | 東京科学大学                              | 1997           |
| 379      | 日本鉄鋼協会「クリープ委員会」議事録及び関連資料                 | 高温構造部材の信頼性に資する長時間クリープ試験計画の礎               | 茨城県つくば市 | 国立研究開発法人 物質・材料研究機構                | 日本鉄鋼協会 クリープ委員会 | 国立研究開発法人 物質・材料研究機構       | 1965年～1966年 |
| 380      | クリープ試験機及び設計図面類                                     | 数十年を越える長期クリープ試験を支える試験技術                       | 茨城県つくば市 | 国立研究開発法人 物質・材料研究機構                | 金属材料技術研究所（現 物質・材料研究機構） | 国立研究開発法人 物質・材料研究機構       | 1965年～1969年 |
| 381      | クリープデータシートとその記録類、クリープ破断試験片             | 長期にわたるクリープ試験データとその品質を担保する記録類             | 茨城県つくば市 | 国立研究開発法人 物質・材料研究機構                | 金属材料技術研究所、物質・材料研究機構 | 国立研究開発法人 物質・材料研究機構       | 1966年〜現在   |